# 哈布斯堡王朝
哈布斯堡王朝（德語：Haus Habsburg，或译哈普斯堡）亦稱奧地利王朝（德語：Haus Österreich），是歐洲歷史上最為顯赫、統治地域最廣的王室之一。
哈布斯堡家族成員曾出任罗马人民的国王和神聖羅馬皇帝（1273年—1291年，1298年—1308年，1438年—1742年，1745年—1806年），奧地利公爵（1282年—1453年）、奧地利大公（1453年—1804年）、奥地利皇帝（1804年—1918年），匈牙利國王（1526年—1918年），波希米亞國王（1526年—1918年），西班牙國王（1516年—1700年），葡萄牙國王（1580年—1640年），墨西哥皇帝（1864年—1867年）和今法国、意大利、荷兰、比利时境内及南部斯拉夫地區若干王國、公國的國王、大公與公爵。
16世纪中叶神聖羅馬皇帝查理五世退位後，哈布斯堡家族分为奥地利与西班牙两个分支，前者占据神圣罗马帝国的帝位，称奧地利哈布斯堡王朝，后者则为西班牙国王，统治西班牙、西属尼德兰、意大利南部的那不勒斯王国、撒丁王国以及美洲新世界的广袤领土，称西班牙哈布斯堡王朝。但由于多代近支联姻，在累代基因缺陷下，繼承者紛紛出現身心理的健康問題。西班牙分支在1700年、奥地利分支在1740年相继男嗣断绝。西班牙王位落入法國皇室波旁家族之手；而奥地利分支与洛林家族联姻，帝国皇帝查理六世之女玛丽亚·特蕾西亚嫁予洛林公爵、托斯卡纳大公法蘭索瓦三世（法蘭切斯科二世），并依据《国本诏书》继承了奥地利、匈牙利与波希米亚等家族领地，由此创建了哈布斯堡-洛林王朝，1745年弗兰茨·斯蒂芬当选为帝国皇帝。

## 早期歷史

### 名稱使用

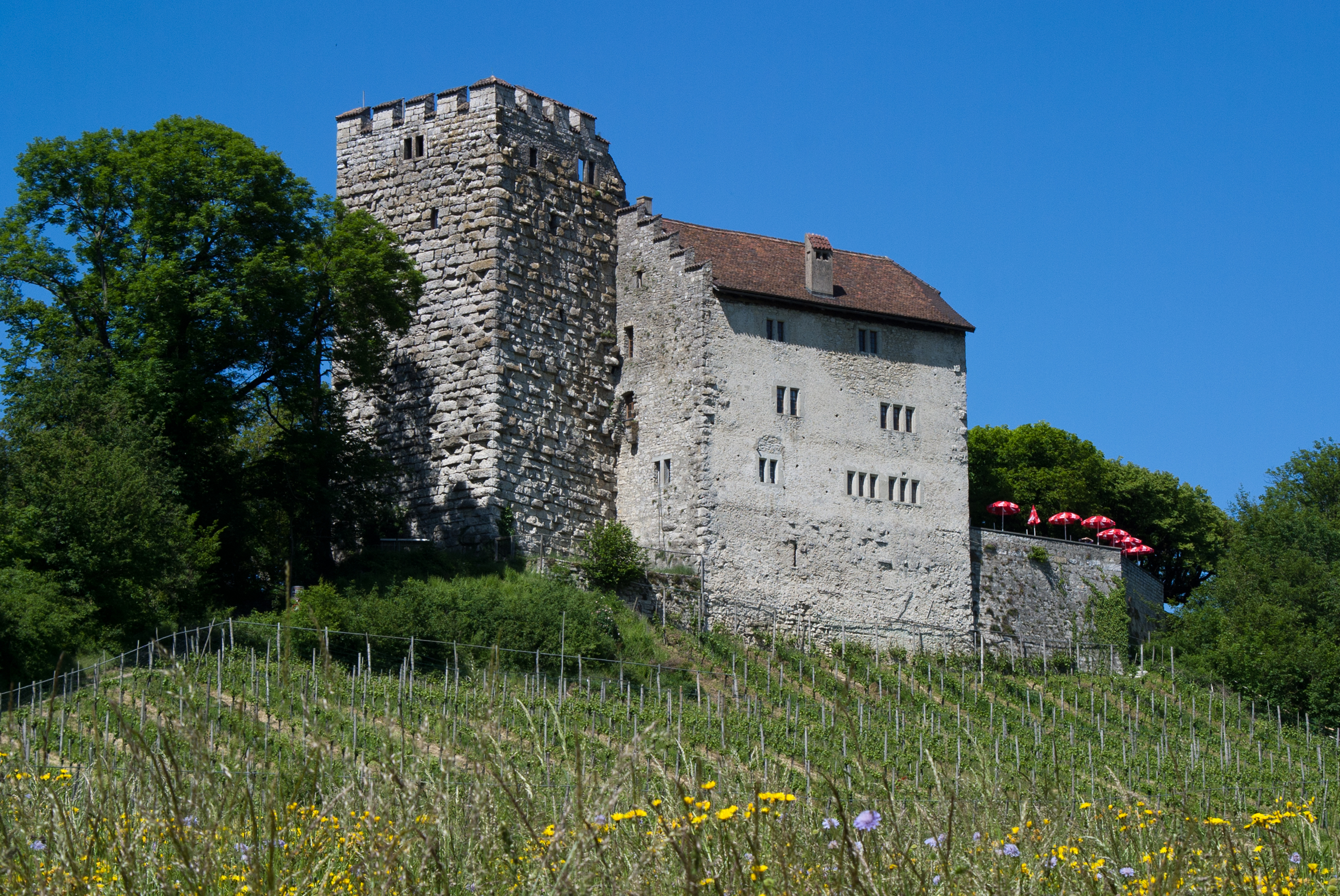
哈布斯堡城堡──哈布斯堡家族的源地

哈布斯堡城堡名稱的起源尚不清楚，關於這個名字是源自高地德語的鷹堡（Habichtsburg），還是源自中古高地德語單字淺灘（hab/hap）存在爭議，因為附近有一條河和一個淺灘。哈布斯堡王朝本身首次使用該名稱的記錄可以追溯到1108年。
哈布斯堡王朝的名字並沒有被家族成員持續使用，因為他們經常強調自己更有聲望的親王頭銜。因此該王朝長期以來被稱為“奧地利王朝”。作為補充，在某些情況下，家庭成員是透過出生地來識別的。查理五世年輕時因其出生地為根特的查理而聞名。當他成為西班牙國王時，他被稱為西班牙的查理，當選皇帝後，被稱為查理五世。
在西班牙，这个家族被稱為奧地利王朝，包括奧地利的約翰和奧地利的約翰·約瑟夫等私生子。瑪麗亞·特蕾莎與洛林公爵弗朗茨·斯蒂芬結婚後，“哈布斯堡”這個概念與奧地利祖先的統治聯繫在一起，被用來表明舊王朝及其繼承的所有權利仍在繼續。
最近的家族成員，例如奧托·馮·哈布斯堡和卡爾·馮·哈布斯堡，其姓氏被視為“馮·哈布斯堡”或更完整的“馮·哈布斯堡-洛林」。親王和家族成員使用18世紀弗朗茨·史蒂芬採用的三方徽章。

### 瑞士起家

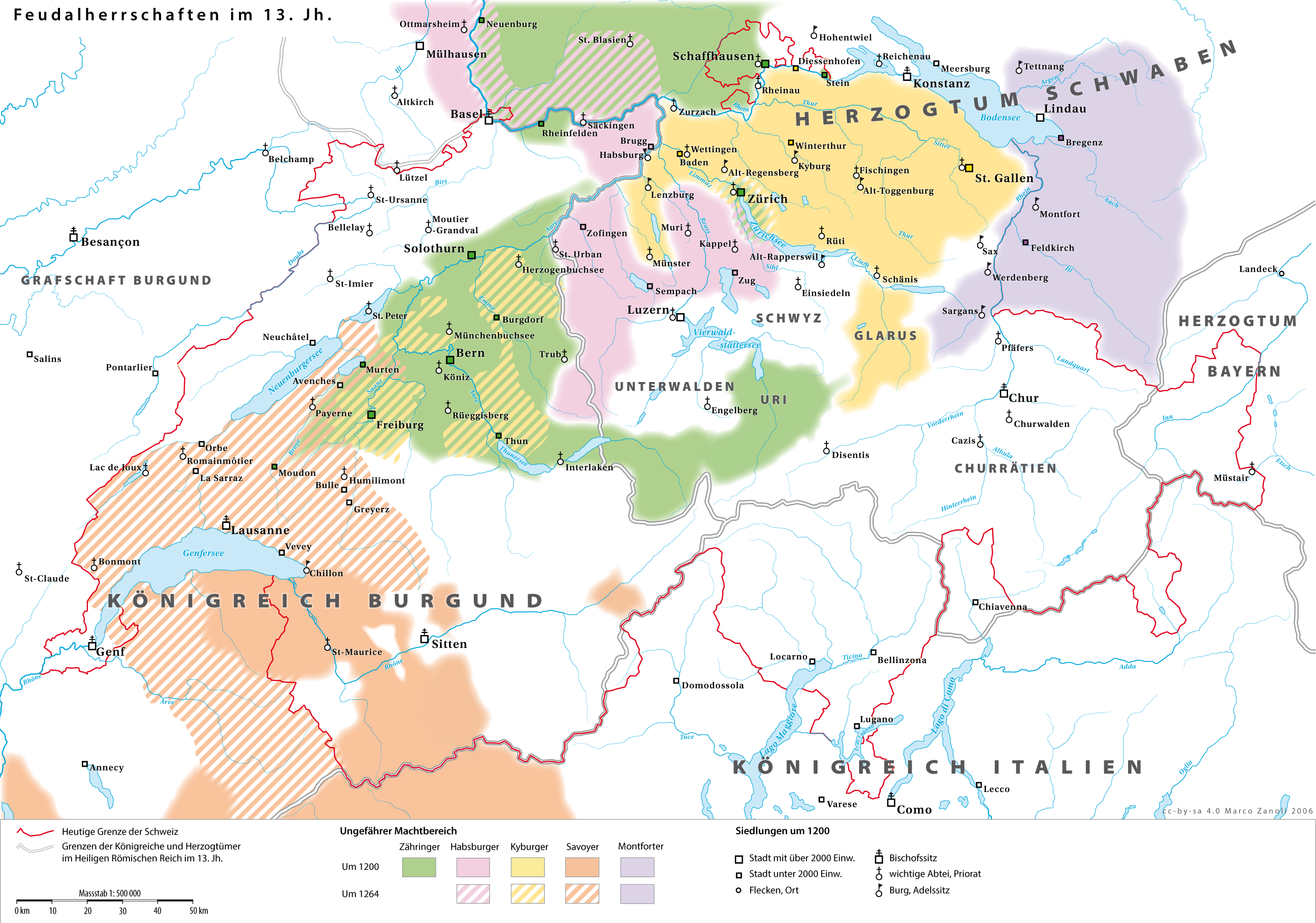
哈布斯堡王朝在現代瑞士地區的領土如圖所示為
哈布斯堡、
薩伏依、
哲林根、
基爾堡

哈布斯堡家族發源於阿尔萨斯，后扩张至瑞士北部的阿尔高州，並在1020年築起鷹堡，名為哈布斯堡，並逐漸將勢力擴展到莱茵河西岸流域。1273年，哈布斯堡公爵魯道夫一世當選罗马人民的國王（但未加冕为皇帝）。1282年12月27日魯道夫一世奪取被波希米亞國王奥托卡二世佔有的奧地利與施蒂里亚公國，旋即分封予自己的两个兒子阿尔布雷希特與魯道夫，自此奧地利劃歸哈布斯堡皇室擁有長達600餘年，直至於一戰戰敗為止。
魯道夫一世1291年逝世后，拿騷王朝的阿道夫被選舉為國王，但因其與英國結盟很快遭到厭棄，魯道夫一世之子阿尔布雷希特一世被選為對立國王，並在1298年擊敗阿道夫，正式登基。1308年，阿尔布雷希特一世被自己的侄子士瓦本的约翰杀害，自此後雖然阿尔布雷希特的次子腓特烈曾被選舉為對立國王，並與巴伐利亞的路德維希四世共治，然而其後的100年間哈布斯堡家族的勢力開始退縮到以奧地利爲主的家族領地，並把南阿爾薩斯、布賴施高和帝國內的其他一些領地陸續劃入治下。14世紀期間，新成立的瑞士聯邦不斷向德國南部擴張，導致哈布斯堡家族失去祖先建立的鷹堡。自此，哈布斯堡王朝的基地正式由瑞士北部的鷹堡，轉移到奧地利的維也納，因此哈布斯堡家族也被稱爲「奧地利家族」。

## 發展鼎盛

### 東疆首善
哈布斯堡家族在失去神聖羅馬皇帝帝位後，繼續保有奧地利與施蒂里亚為領地。歷任奧地利公爵都不斷地擴大公國的統治範圍，並在14世紀中葉開始自稱“大公”，以期與選帝侯的權位相抗衡，但該稱號未得到皇帝查理四世的承認。
奧地利內外分治的局面，并没有因为1450年阿尔布雷希特支系的绝嗣而统一，利奧波德支系的两个分支老蒂罗尔支系和施蒂里亚支系控制着不同的领土。直至1490年老蒂罗尔支系绝嗣，哈布斯堡家族領地才由施蒂里亚支系的马克西米连一世统一。
到了13世紀下半葉，魯道夫一世伯爵（1218-1291）已成為孚日山脈和博登湖之間地區頗具影響力的領土領主。1273年10月1日，他作為妥協候選人被選為羅馬人國王，並獲得德意志的魯道夫一世的稱號。隨後他率領聯軍對抗波希米亞國王奧託卡二世，後者利用大空位期向南擴張，分別接管了巴本堡家族（奧地利、施蒂利亞、薩維尼亞）和斯潘海姆家族（卡林西亞和卡尼奧拉）的遺產。1278年，魯道夫和他的盟友在馬奇菲爾德戰役中擊敗並殺死了奧託卡，他所獲得的土地歸還給德國王室。透過1286年的《格奧爾根堡條約》，魯道夫為他的家族獲得了奧地利和施蒂裡亞公國的所有權。奧託卡前領地的南部地區卡林西亞、卡尼奧拉和薩文賈被戈里齊亞家族的魯道夫盟友佔領。
隨著魯道夫於1291年去世、阿爾伯特一世於1308年被暗殺，以及美男腓特烈未能為自己奪得德意志/帝國王冠，哈布斯堡王朝暫時失去了在帝國的霸主地位。14世紀初，他們還把目光瞄準了波希米亞王國。1306年8月4日瓦茨拉夫三世去世後，普熱米斯利德王朝已無男性繼承人。哈布斯堡王朝的後裔魯道夫一世隨後當選，但只持續了一年。波希米亞王權是選舉產生的，哈布斯堡王朝在三十年戰爭期間重新征服了捷克土地後，直到1626年才以世襲的方式獲得了這一職位。1307年後，哈布斯堡王朝隨後試圖獲得波希米亞王冠，但首先遭到波希米亞的亨利（戈里齊亞王朝成員）的挫敗，然後遭到盧森堡王朝的挫敗。
相反他們能夠向南擴張：1311年，他們佔領了薩文賈；1335年亨利死後，他們在卡尼奧拉和卡林西亞掌權。1369年，他們繼承了他的女兒瑪格麗特在蒂羅爾的王位。1374年戈里齊亞的阿爾伯特三世去世後，他們在伊斯特拉半島中部的帕津（Pazin）取得了立足點，隨後於1382年到達的里雅斯特。與此同時，哈布斯堡王朝最初的家鄉（位於現在的瑞士），包括擁有哈布斯堡城堡的阿爾高地區，都被佔領了。14世紀，在莫爾加滕（Morgarten，1315）和森帕赫（Sempach，1386）戰役之後，被不斷擴張的瑞士聯邦擊敗。1415年，哈布斯堡城堡最終落入瑞士人之手。
哈布斯堡家族將奧地利公國劃分為若干個行省統治，這最終導致了內外奧地利分治。1379年，哈布斯堡家族的两位兄弟，阿尔布雷希特三世和利奧波德三世簽定協議。阿尔布雷希特的子孫將擁有奧地利大公國（后来被称为下奥地利），即今日的奧地利中東部，利奧波德的後裔則坐擁外奧地利公國，統治領域包括今日奧地利西部、南阿爾薩斯和位於德國西南領地。

### 重登帝位

顯示奧地利大公國組成土地的地圖：奧地利公國，包括以林茨為中心的上奧地利和以維也納為中心的下奧地利；內奧地利，以格拉茨為中心，包括史泰利亞、卡林西亞和卡尼奧拉公國，以及奥地利滨海区；和遠奧地利，主要包括桑德高領土以及阿爾薩斯南部的貝爾福鎮，毗鄰萊茵河以東的布賴斯高地區，通常是蒂羅爾伯國。遠奧地利和奧地利公國之間的地區是萨尔茨堡采邑总主教区

1422年，阿尔布雷希特支系的阿尔布雷希特五世迎娶了神聖羅馬皇帝兼匈牙利及波希米亞國王西吉斯蒙德唯一的女儿卢森堡的伊丽莎白，並被指定為西吉斯蒙德的繼承人。1437年，西吉斯蒙德病逝，阿尔布雷希特於次年陸續即位為罗马人民的国王、匈牙利国王及波希米亞國王（阿尔布雷希特二世，未加冕为皇帝）。由此以後，哈布斯堡家族一直把持神聖羅馬帝国皇位（1742年-1745年間除外），直至帝國覆亡。
1439年，阿尔布雷希特英年早逝，遺下一名遺腹子拉迪斯勞斯(拉斯洛五世)。奧地利公爵和神聖羅馬帝国皇位隨後由阿尔布雷希特的远房堂弟腓特烈三世繼承，拉迪斯勞斯一出生就繼承了匈牙利及波希米亞國王（分别称拉斯洛五世及拉迪斯拉夫一世）。但不幸的是，這位哈布斯堡幼主很快被人所害，使家族喪失了對匈牙利和波希米亞的統治。
1453年11月23日，神聖羅馬皇帝腓特烈三世正式將奧地利公國提升為大公國，使哈布斯堡家族乃至奧地利在歐洲的地位都大大提高，也為皇朝的進一步擴展提供了基礎，王朝逐漸步入鼎盛期。

### 散葉歐洲
哈布斯堡皇室的權勢，在腓特烈三世之子馬克西米利安一世統治期間（1493年-1519年），通過皇室聯姻，得以進一步增強。
馬克西米利安本人，於1477年8月18日迎娶勃艮第公爵獨女勃艮第的玛丽。這段姻緣，將屬於勃艮第公國的，自法國北部至荷蘭、比利時的領地通通併入哈布斯堡皇室領地。
馬克西米利安的兒子美男子菲利普，於1496年迎娶西班牙女王儲胡安娜，開創了西班牙哈布斯堡王朝。不過，菲利普將母親勃艮地公爵的領地也帶入西班牙王室，種下了西班牙与法兰西冲突的火种。
馬克西米利安的孫子，日後的神聖羅馬皇帝斐迪南一世於1521年5月25日迎娶了波希米亞王后安娜·雅盖洛，次年，斐迪南的妹妹玛丽亚郡主嫁與匈牙利兼波希米亞國王拉約什二世，這兩段婚姻為日後奧地利吞併波希米亞和奧匈合組二元帝國埋下伏線。而哈布斯堡王朝便是通過聯姻在歐洲的影響使哈布斯堡家族的帝國勢力大大增強。

### 臻於極盛
|                            | 在朕的领土上，太阳永不落下。 |
| ——神圣罗马帝国皇帝查理五世 |                              |

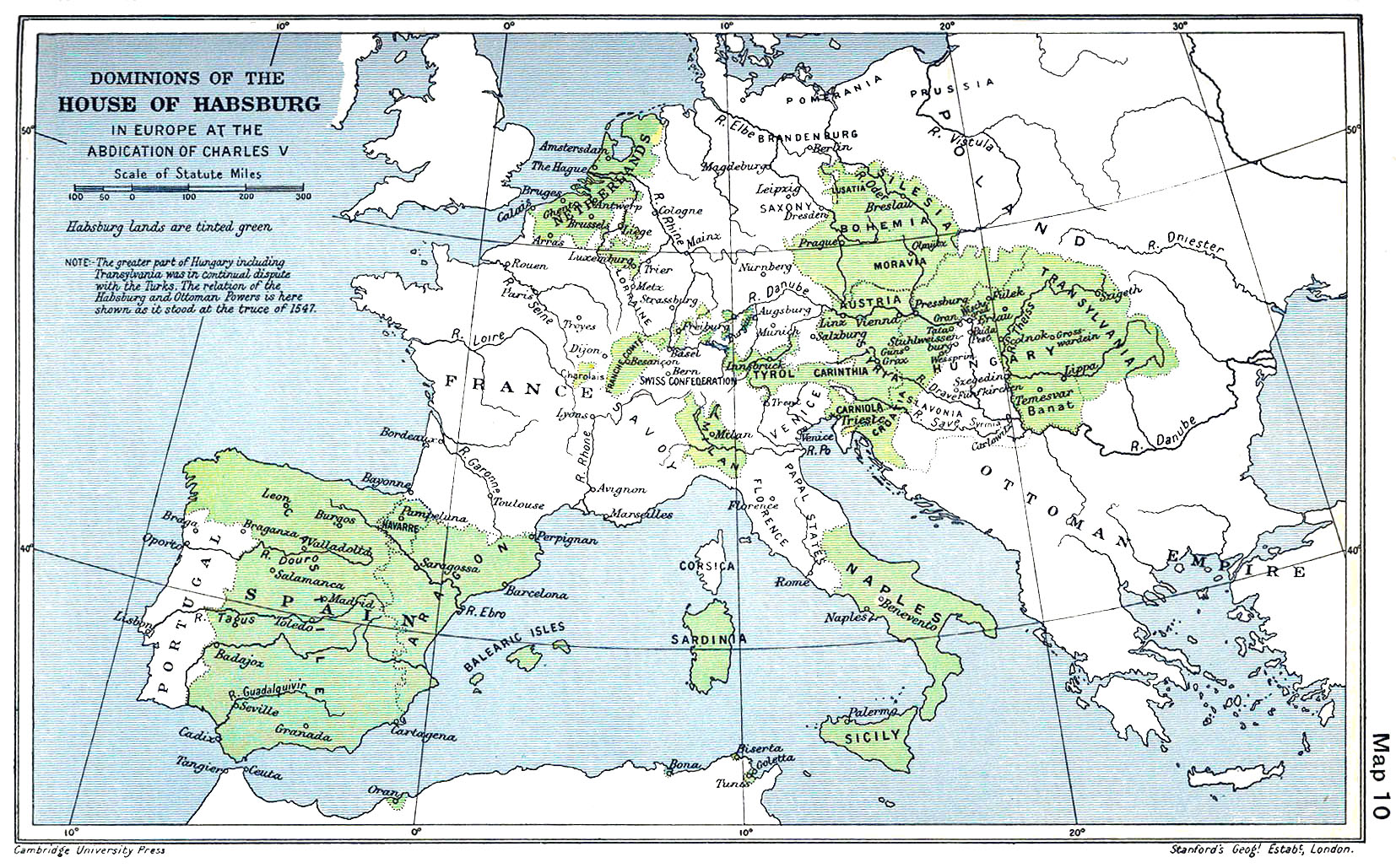
哈布斯堡在欧洲的最大疆域（1547年）

在馬克西米利安一世精心安排的政治婚姻幫助之下，他的孫子查理五世成為歐洲的霸主。

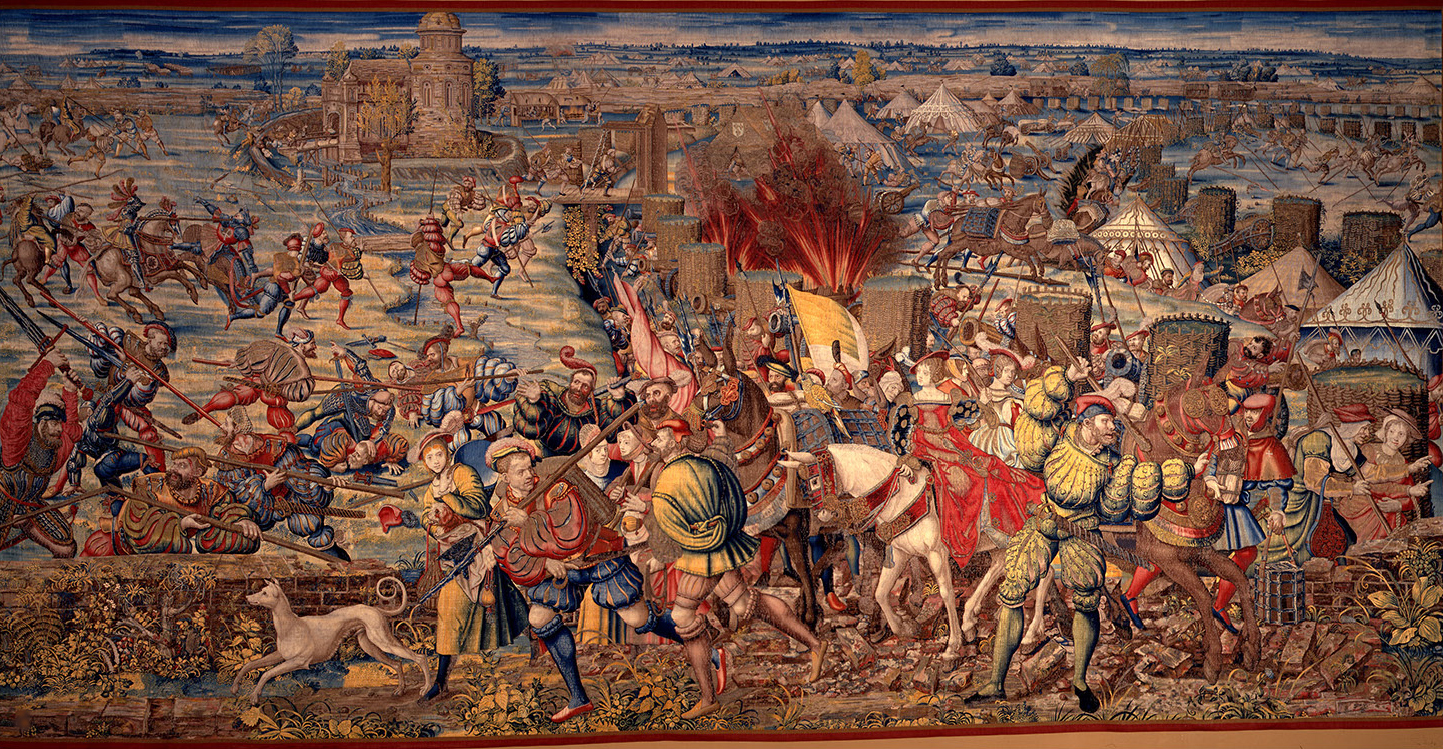
1525年的帕维亚之战，西班牙大敗法國，接替為西歐的第一強權

1506年，查理的父親美男子菲利普登基为卡斯蒂利亚共治国王费利佩一世，但英年早逝，查理便繼承了勃艮地公爵一職，成為了尼德蘭（今日的荷蘭和比利時）的統治者。1509年，查理的外祖父阿拉贡國王费尔南多二世将查理的母亲卡斯蒂利亚女王胡安娜架空后关在一家修道院里，但费尔南多再婚所生之子夭折，最终未能影响到查理的继承权。
1516年，查理的外祖父阿拉贡國王费尔南多二世病逝。查理成為西班牙國王卡洛斯一世，而名义上为共治女王的胡安娜则继续被关在修道院里。自此，西班牙全國、意大利南部的西西里島、薩丁島、那不勒斯王國以及西班牙在美洲的殖民地都成為哈布斯堡王朝的管治領域。
1519年，查理的祖父神聖羅馬皇帝馬克西米利安一世病逝，查理繼承帝位成為查理五世，並承繼了家族對奧地利和阿爾薩斯的管治。查理前去继承帝位期间，爆发了拥立胡安娜女王的公社暴动，失败后，胡安娜仍被囚禁如初。
此時，查理五世成為統治最多領土的歐洲君主，不過仍然不斷出征，如對付基督新教徒以及奧斯曼帝國的入侵。因此，查理五世所統治國家的內政，多由他的代理人處理，在西班牙的代理人是他兒子菲利普王子，而在奧地利是他的弟弟斐迪南大公。雖然，哈布斯堡皇朝的領地面積已冠全歐，但皇朝為擴張而進行的征戰並未止歇。
1521年，法國國王弗朗索瓦一世發覺其國被哈布斯堡領土包圍，於是攻擊西班牙在意大利的屬地，再次引起兩國的衝突。法國先後在比克卡會戰（1522年）、帕维亚之战（1525年，弗朗索瓦本人被虜）受挫。結果，被查理俘虜的弗朗索瓦退出戰爭，再次放棄米蘭予西班牙；弗朗索瓦一世為取得自由，不惜簽訂割讓勃艮地（給查理）、布列塔尼（給英王亨利八世）等領土的屈辱條約。但弗朗索瓦一世一回到法國，就宣布撕毀條約，拒絕割讓土地給查理和英國。
1525年，查理五世在帕维亚之战中大敗法國，使很多意大利及德意志人感到意外，令人擔心他將會繼續擴張勢力。很快地，教宗克萊孟七世倒戈支持法國及義大利一些重要城邦，以上帝的名義宣布，弗朗索瓦一世與查理五世所簽訂的割地條約無效；克萊孟七世還主動參與針對哈布斯堡帝國的科涅克同盟戰爭（1526-1529年）。查理五世因此勃然大怒，加上查理漸漸厭倦克萊孟七世教宗干預他認為與宗教毫無關係的事務，所以在1527年攻陷羅馬，使教宗蒙羞。結果，以後克萊孟七世與繼任的教宗在與世俗勢力交往時，都顯得加倍謹慎，不敢違背西班牙國王。1529年，教宗與查理簽署巴塞罗那和約，建立更和諧關係。西班牙正式成為天主教的保護者，而查理被教宗加冕為意大利國王（倫巴第）；因為教宗需要查理的西班牙出兵，以推翻趁機自立的佛羅倫薩共和國。1533年，教宗克萊孟七世拒絕讓英王亨利八世離婚，主要原因是他不希望觸怒亨利八世王后阿拉贡的凯瑟琳的外甥查理五世，令羅馬再度被洗劫。

### 東方用武

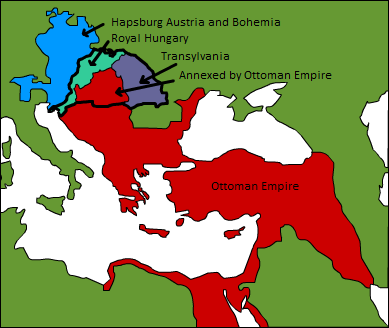
1526年後匈牙利領土的瓜分
皇家匈牙利
特兰西瓦尼亚
奥斯曼帝国
哈布斯堡奧地利

1526年8月29日，匈牙利兼波希米亞國王拉约什二世與奥斯曼帝国蘇丹「大帝」蘇里曼一世，在匈牙利首都布達以南約200公里的摩哈赤激戰，史称第一次摩哈赤战役。土耳其軍戰勝匈牙利軍，拉约什二世不幸戰死沙場。

但奧斯曼帝國並無長期佔領匈牙利，反而在9月時撤軍。此時神聖羅馬皇帝查理五世的弟弟，奧地利大公斐迪南一世以路易的姐夫身分，繼承匈牙利和波希米亞國王。雖然在匈牙利出現了爭位者，但很快便被打敗，靠著奧斯曼帝國的保護才在匈牙利東部立足。自此，波希米亞、摩拉維亞和名義上的匈牙利一直在哈布斯堡皇朝的管治之下（1699年奧地利大公兼皇帝利奧波德一世統一全部的匈牙利），直至1918年奥匈帝国解体。而西里西亞（今日波蘭南部）也暫時成為哈布斯堡皇朝的領地。

巔峰時期的哈布斯堡皇帝（1452-1576）
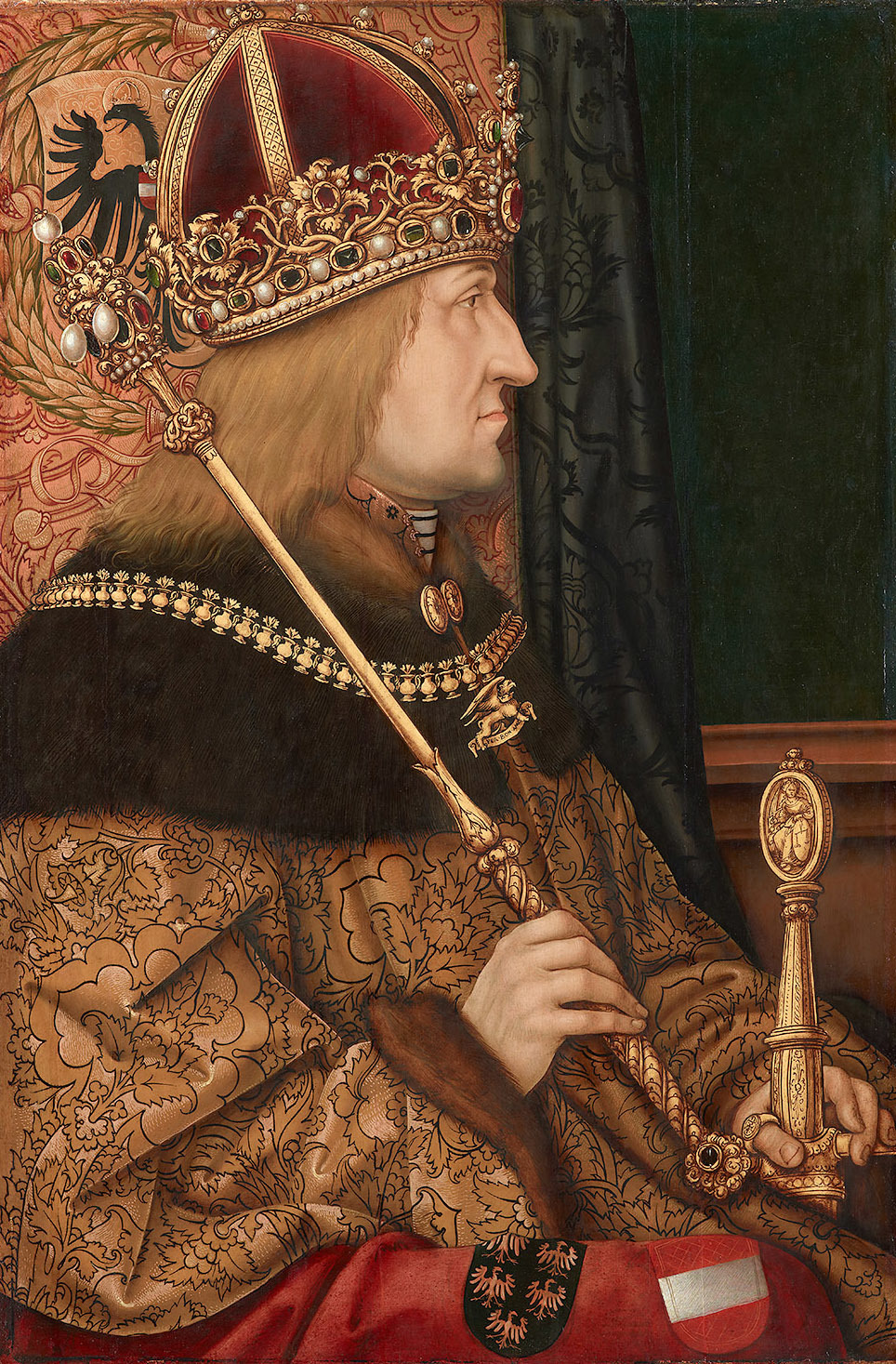
腓特烈三世
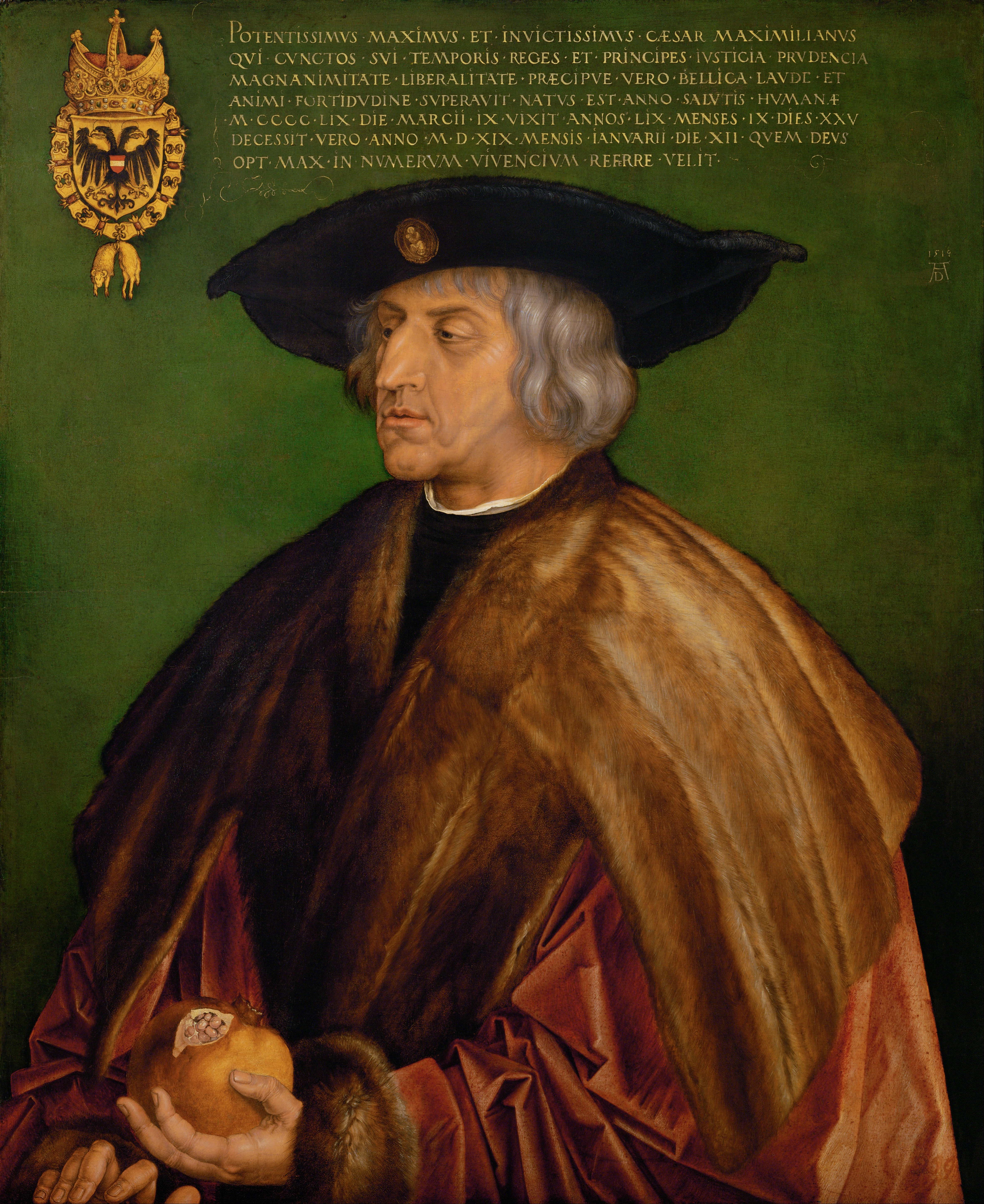
馬克西米連一世
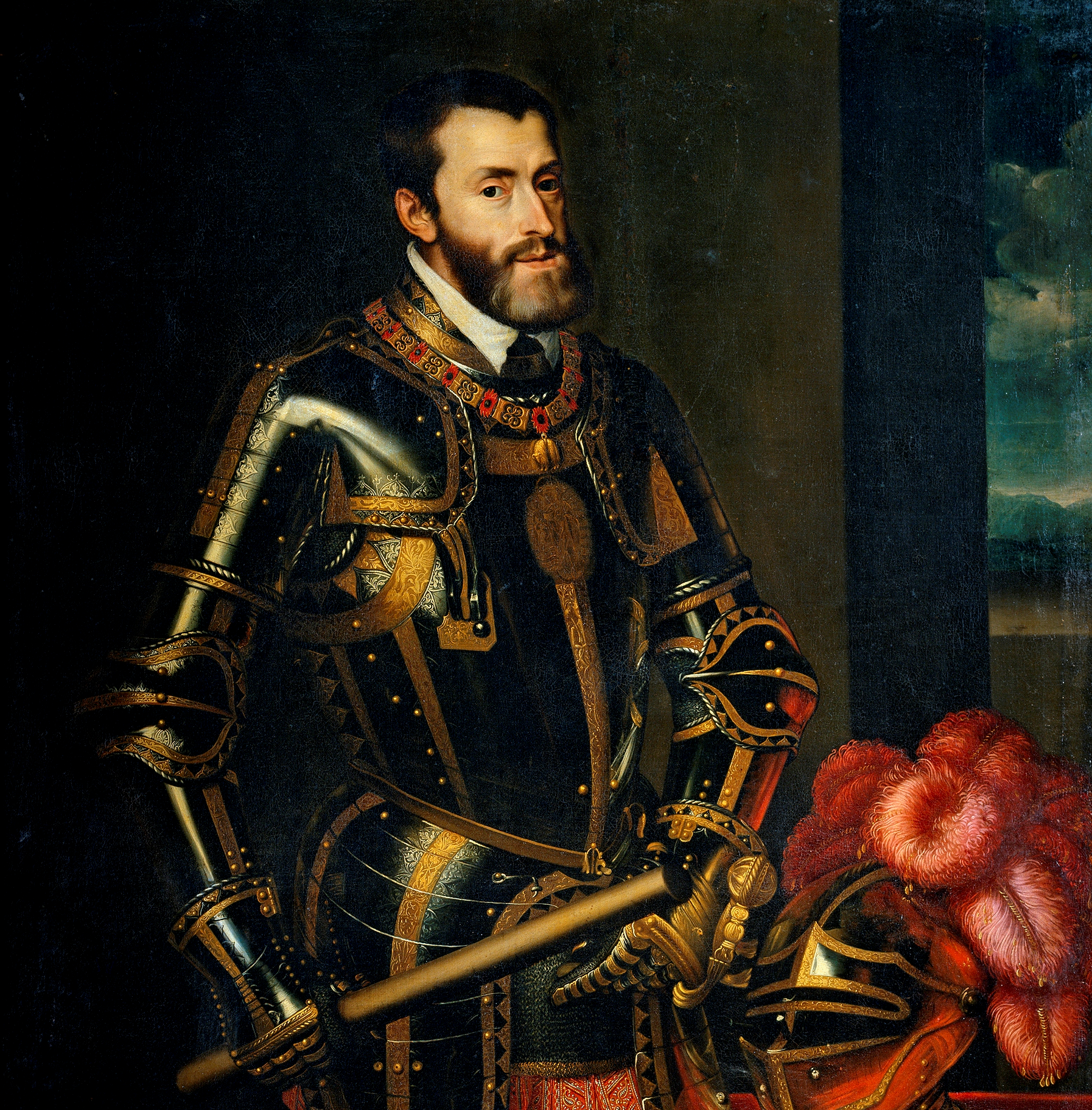
查理五世
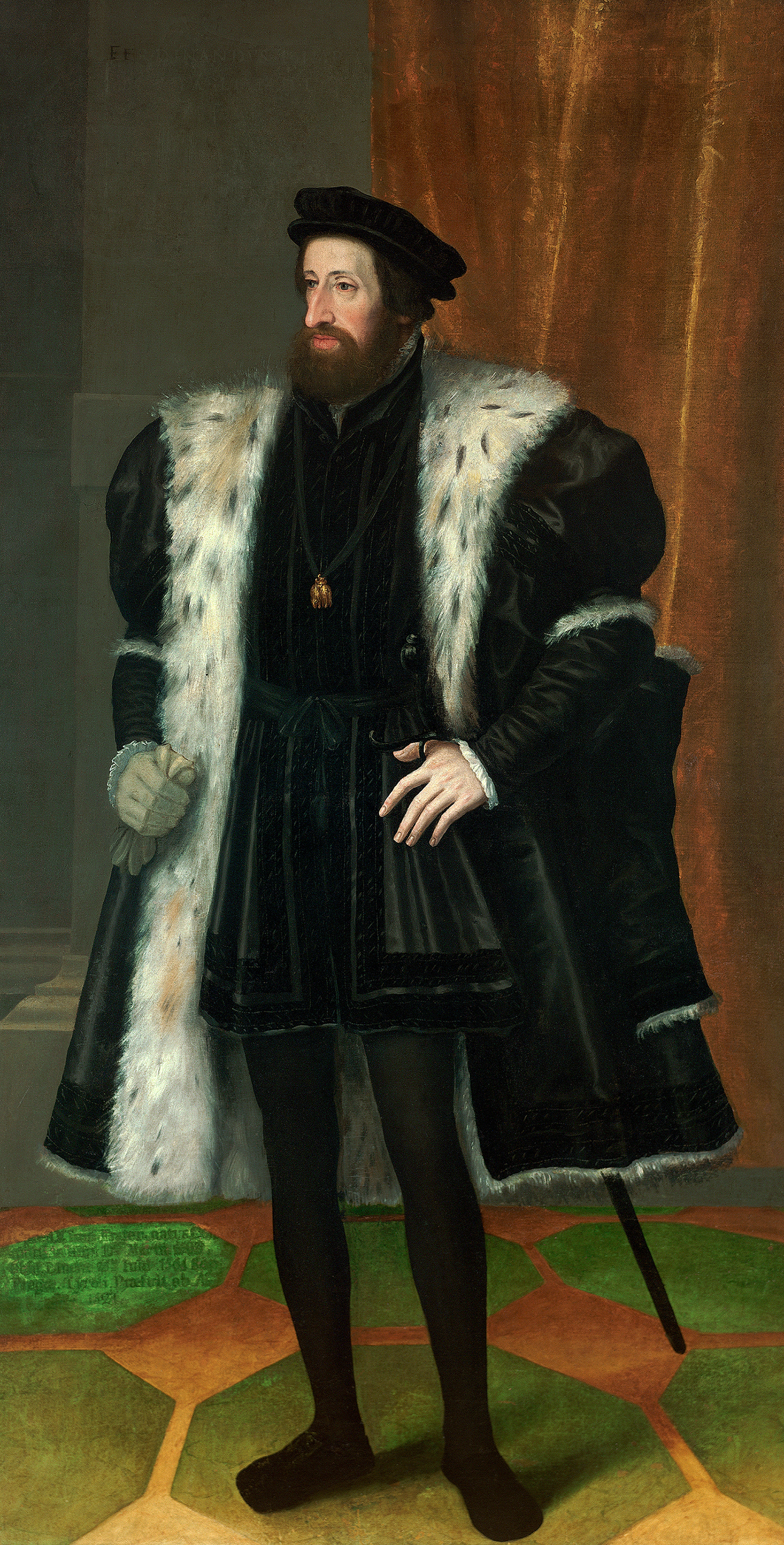
斐迪南一世
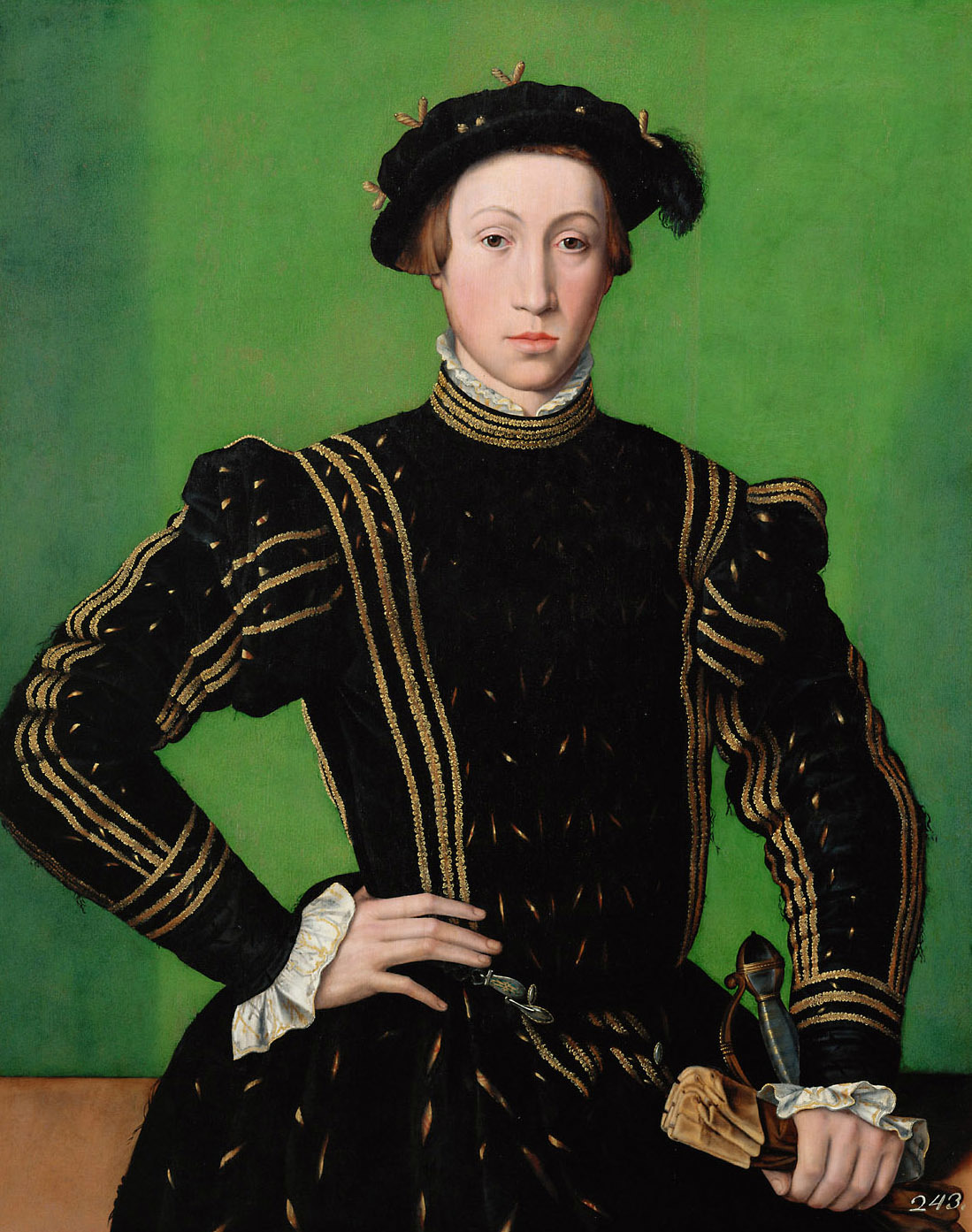
馬克西米連二世

## 王朝分裂

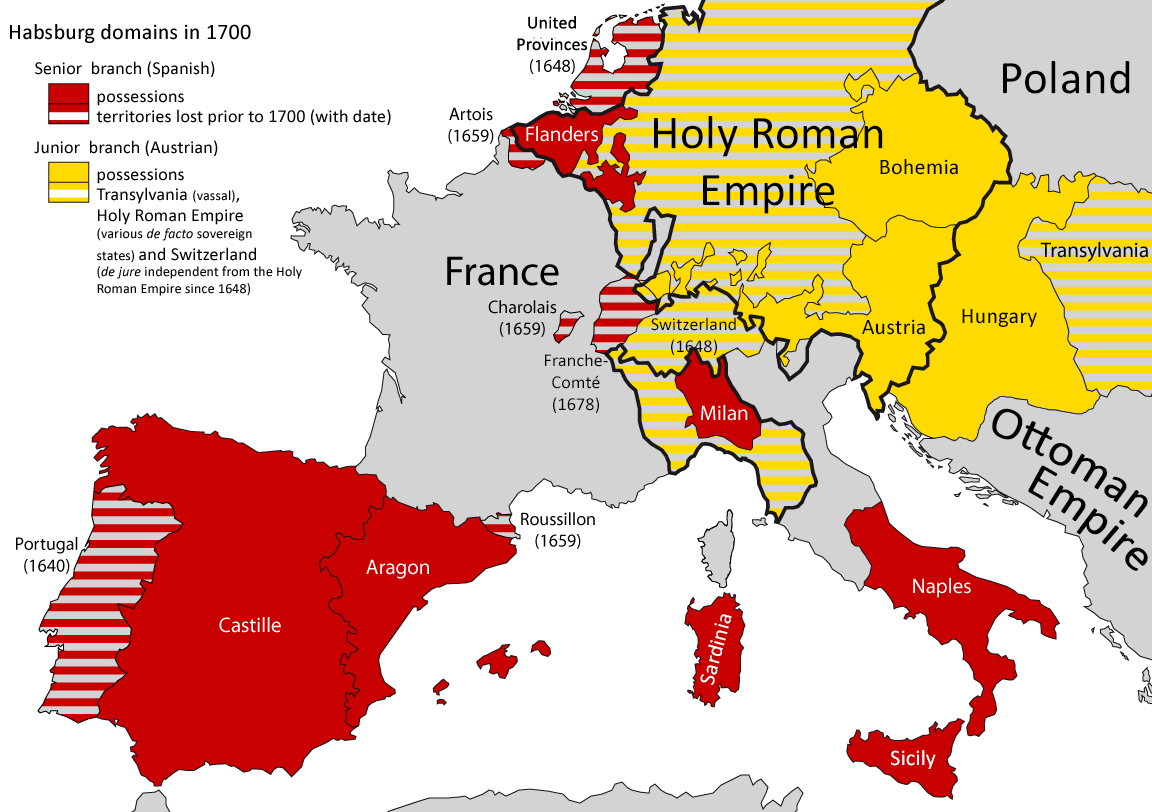
1700年左右的哈布斯堡领地，黄色：奥地利王朝；红色：西班牙王朝

1555年，一直被关在修道院里的胡安娜女王驾崩后，查理五世正式成为西班牙的唯一君主。1556年，查理五世自覺年老，打算退位，但他認為過去他一人兼任多國的國君實在吃力，再加上歐洲其他國家的壓力，因此決定將西班牙王位傳位給兒子菲利浦，而將奧地利大公傳位給弟弟斐迪南，並讓他們各自的子孫世襲他們自己的王位，不得互傳。自此，哈布斯堡王朝正式分為奧地利分支和西班牙分支，查理五世時期一人統領王朝領地的局面也不再出現。

### 奧地利王朝
1556年，查理五世將奧地利大公之位讓與其弟匈牙利及波希米亞國王斐迪南一世，並立斐迪南為神聖羅馬帝國帝位的繼承人。但根據查理的遺囑，斐迪南及其子裔喪失了繼承為西班牙國王的權利。此舉使斐迪南成為了奧地利哈布斯堡家族的首位君主。

自此，奧地利哈布斯堡皇朝統治奧地利、匈牙利及波希米亞直至1740年，歷10代君主，這二百多年亦是歐洲歷史上戰爭最多的時期。

歐洲宗教戰爭時期的哈布斯堡皇帝（1575-1705）
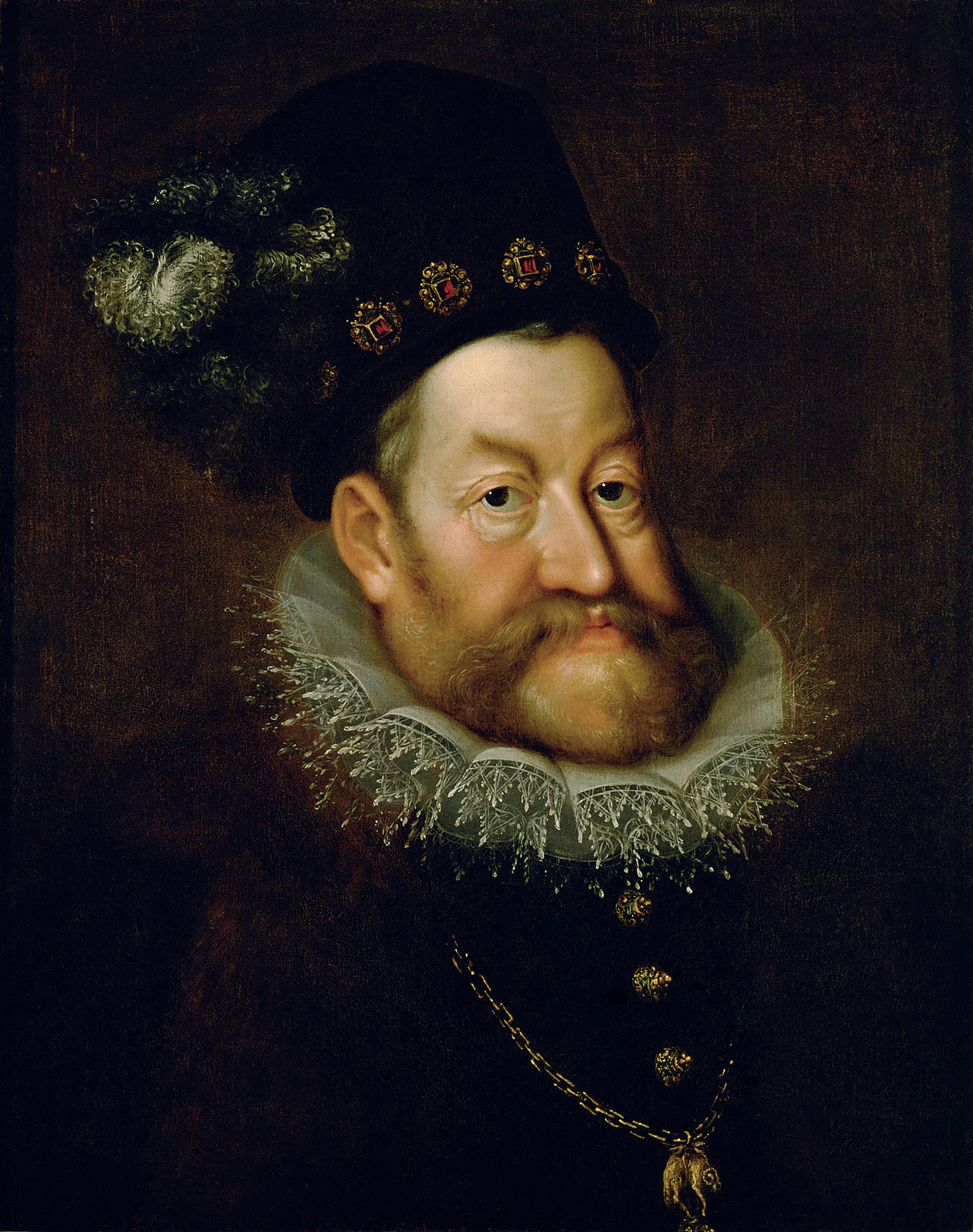
魯道夫二世
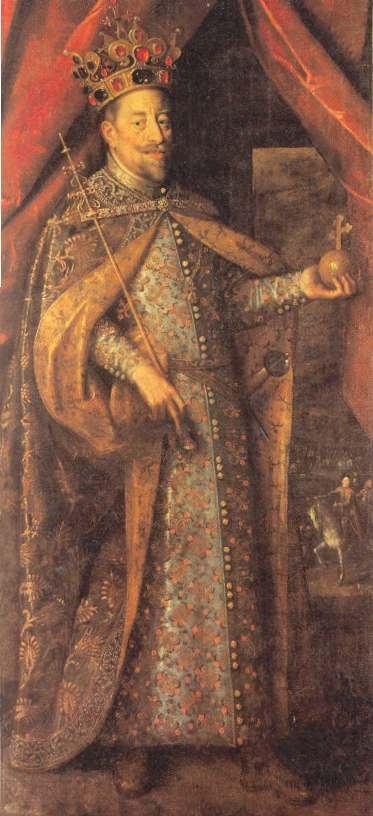
馬提亞斯
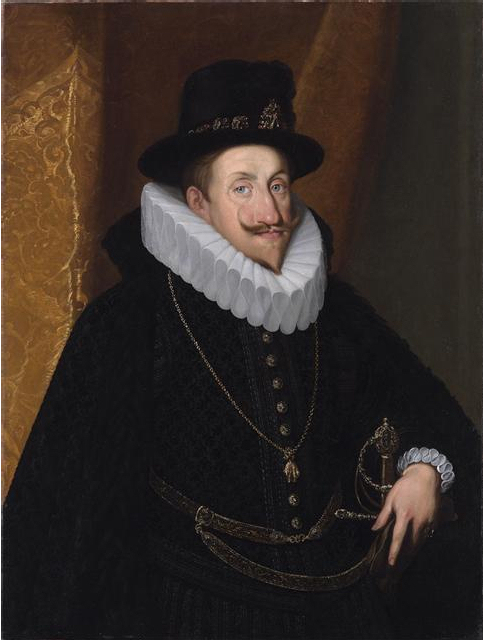
斐迪南二世
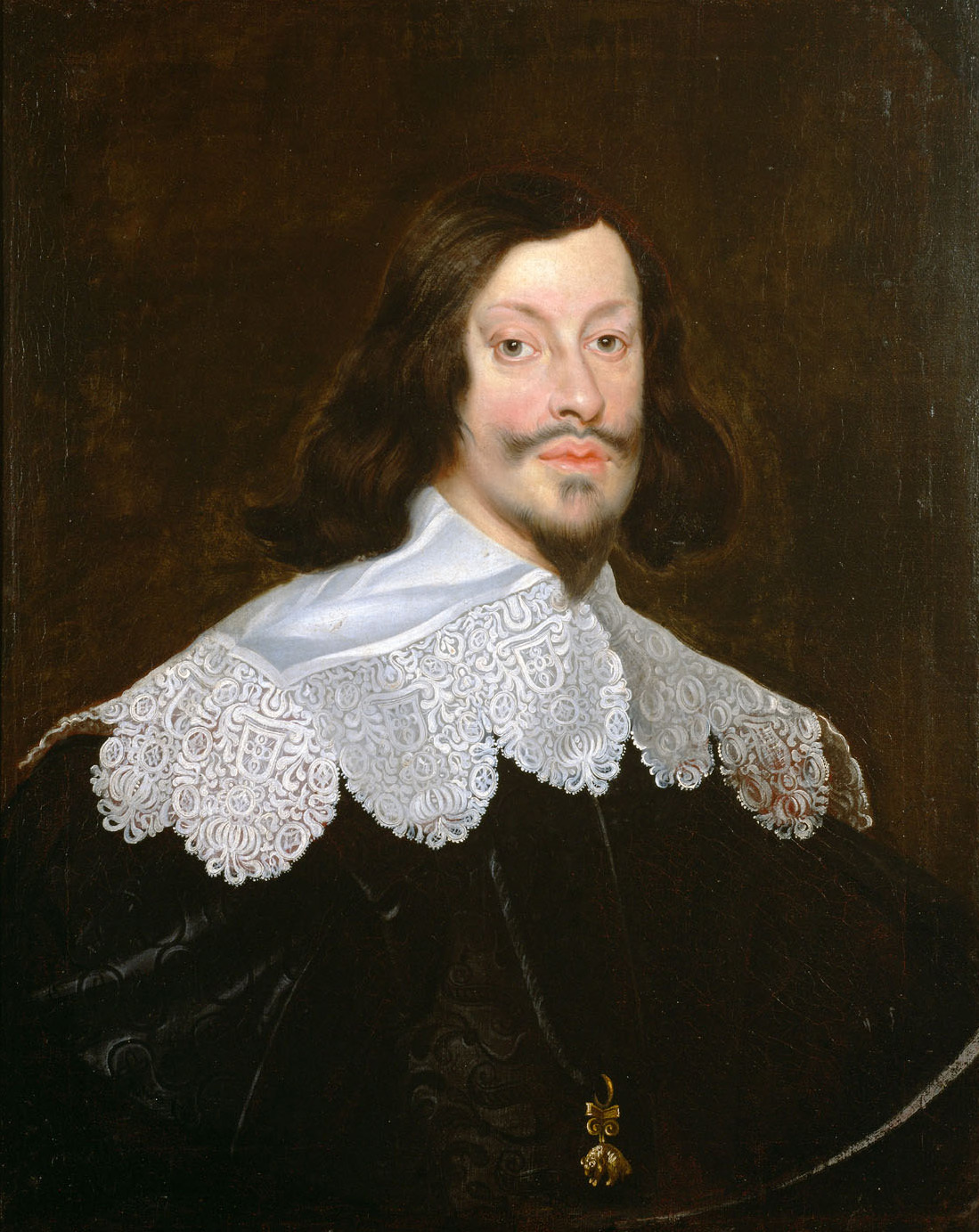
斐迪南三世
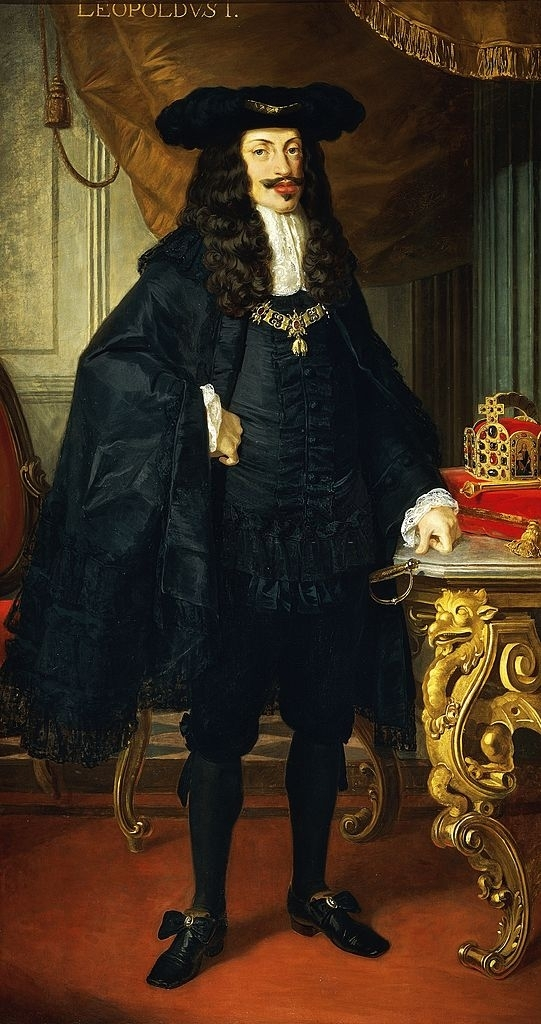
利奧波德一世

### 西班牙王朝

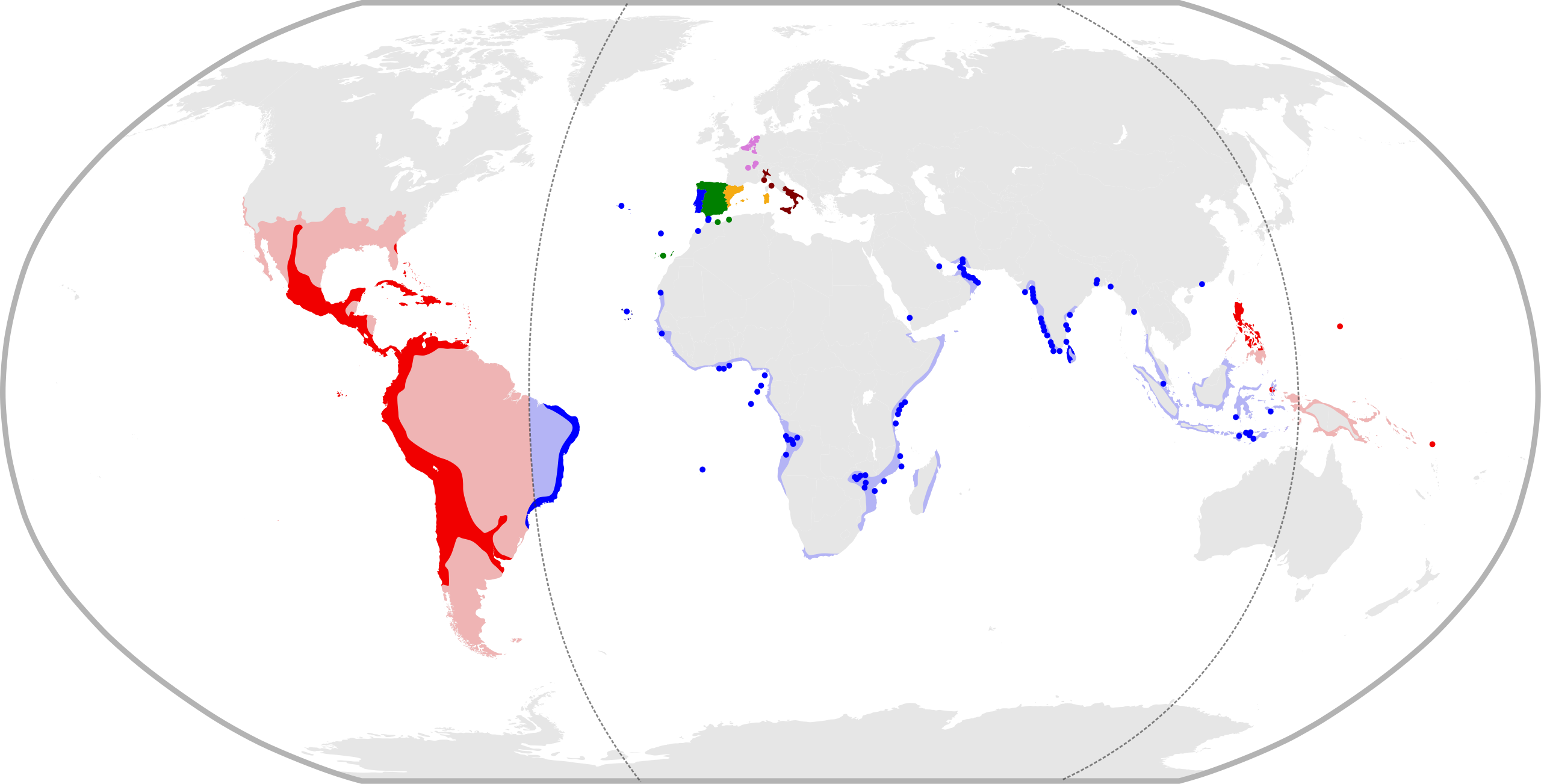
1598年的伊比利聯盟，在西班牙和葡萄牙國王菲利普二世統治下
卡斯提亞議會 (西班牙管理之領土
亞拉岡議會 (西班牙管理之領土
葡萄牙議會 (西班牙管理之領土
義大利議會 (西班牙)管理之領土
印度議會管理之領土
法蘭德斯議會 (西班牙)管理之領土

1516年，查理五世繼承西班牙（卡斯蒂利亞和阿拉貢）王位，是為卡洛斯一世，在1556年卡洛斯一世退位，將西班牙王位讓與其子菲利浦二世，並廢除了菲利浦及其後裔繼承神聖羅馬帝國皇帝的權利，正式揭開了西班牙哈布斯堡家族統治的序頁。此后在哈布斯堡国王的统治下，西班牙进入了黄金时代，成为世界第一个“日不落帝国”。
1700年，西班牙國王卡洛斯二世的去世而無後嗣，結束了哈布斯堡家族對西班牙歷五代196年的統治。卡洛斯二世生前體弱且有殘障，在宫廷親法蘭西的权贵压力下，他臨終前把王位傳給了他的外甥，法蘭西國王路易十四的孫子安茹公爵菲利普，這表示西班牙王位將落入法蘭西王室波旁家族手中，奧地利哈布斯堡家族与英国皆怕法西兩國從此合併，故反對菲利普繼承西班牙王位，並结盟与法国及西班牙开战，史称西班牙王位繼承戰爭。然而不久后，奥地利与反波旁同盟拥戴的西班牙王位继承人卡尔大公意外继承无后的亡兄约瑟夫一世的奥地利皇位，让全欧洲都开始担心一个超越查理五世帝国的哈布斯堡大帝国的复活。最终双方妥协，西班牙波旁王朝將西属尼德兰、那不勒斯王国、撒丁岛、西西里岛以及米兰公国等西属意大利領地割讓予奧地利，以及直布羅陀及梅諾卡島割讓予英國，并且承诺波旁王室西法两支系将永不共主，以換取列強承認波旁王室的西班牙王位繼承權。西班牙哈布斯堡王朝也因此而終結。

### 聯姻洛林
1740年10月20日，神聖羅馬皇帝卡爾六世去世。卡爾和他的兄長都沒有男性後裔，因此他的長女瑪麗亞·特蕾莎繼承了他奧地利大公、波希米亞和匈牙利的王位。而他的女婿，洛林公爵家出身的托斯卡纳大公弗朗茨·史蒂芬於1745年9月13日，當選神聖羅馬皇帝。此後，弗朗茨皇帝將妻子的姓氏加在自己姓氏的前面，他們的後裔都採用「哈布斯堡-洛林」的姓氏。

自此，奧地利進入哈布斯堡-洛林皇朝統治時代，而弗朗茨皇帝和瑪麗亞·特蕾莎女皇成為皇朝的創始人。皇朝歷經數次變故，當時的哈布斯堡君主，前神聖羅馬皇帝弗朗茨二世早於1804年整合各哈布斯堡領地，改稱奧地利皇帝，以回應拿破崙稱帝。1806年包括1806年，奧皇弗朗茨解散神聖羅馬帝國。1867年，为了化解普奥战争失利对帝国的冲击，奥地利帝国又改组为奥匈帝国，對奧地利帝國與匈牙利王國實施二元統治。

哈布斯堡-洛林王室領袖（1711-1792）
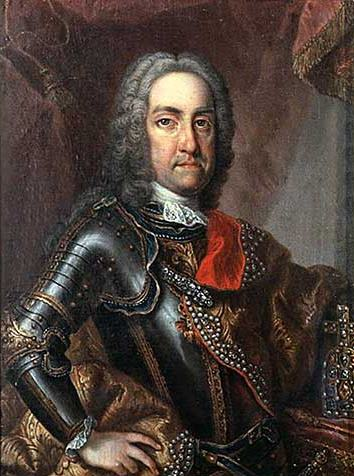
查理六世
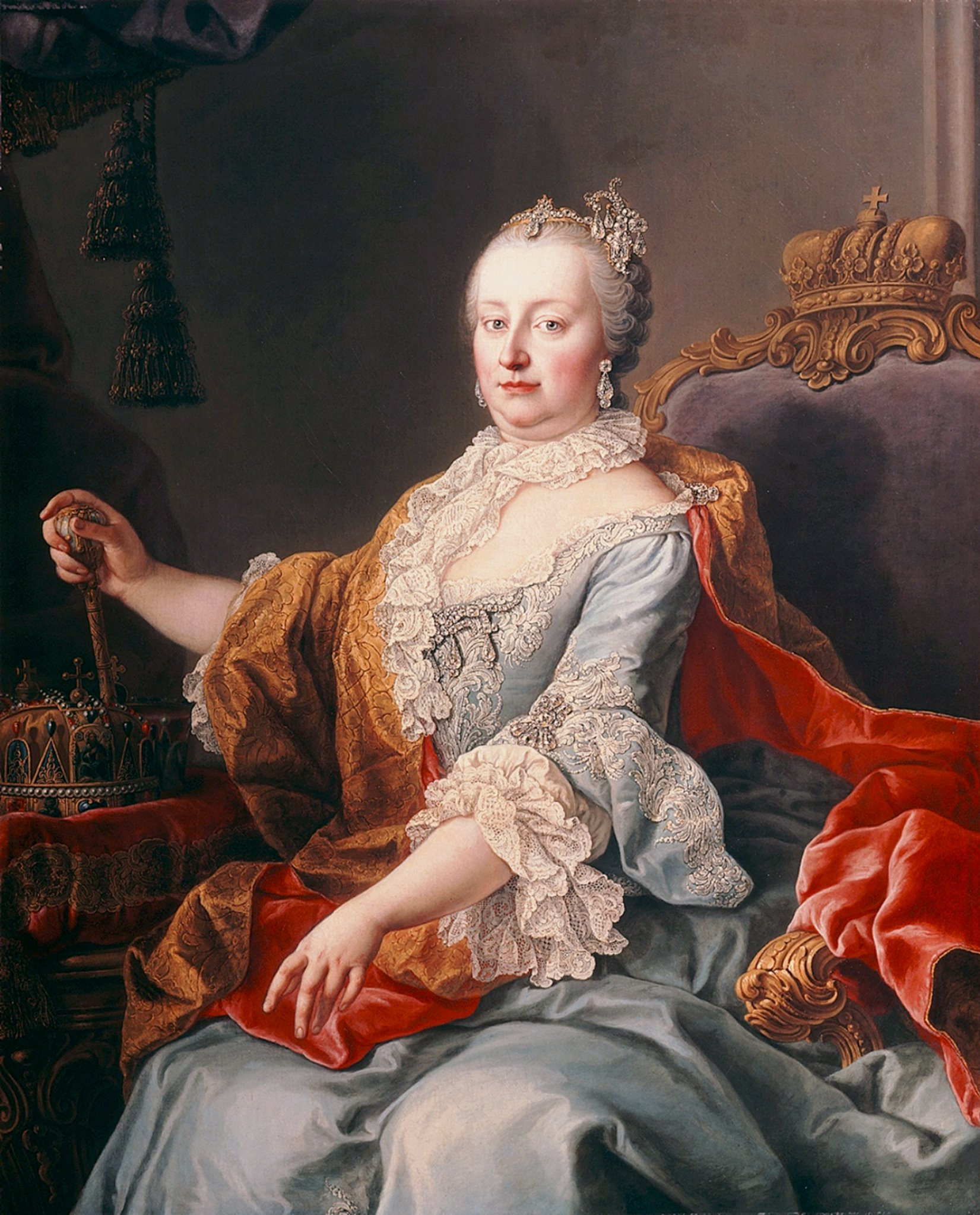
瑪麗亞·特蕾莎
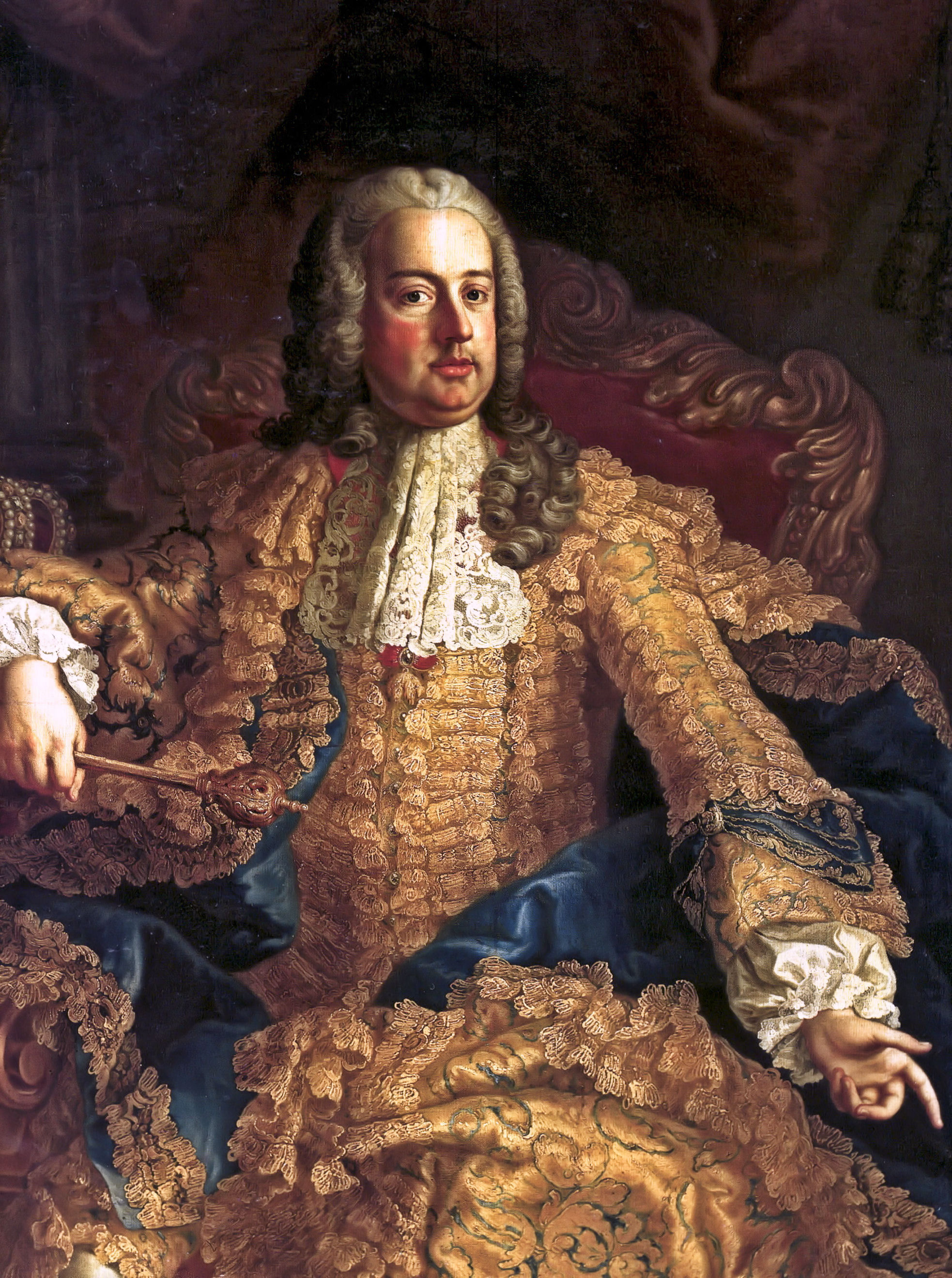
弗朗茨一世
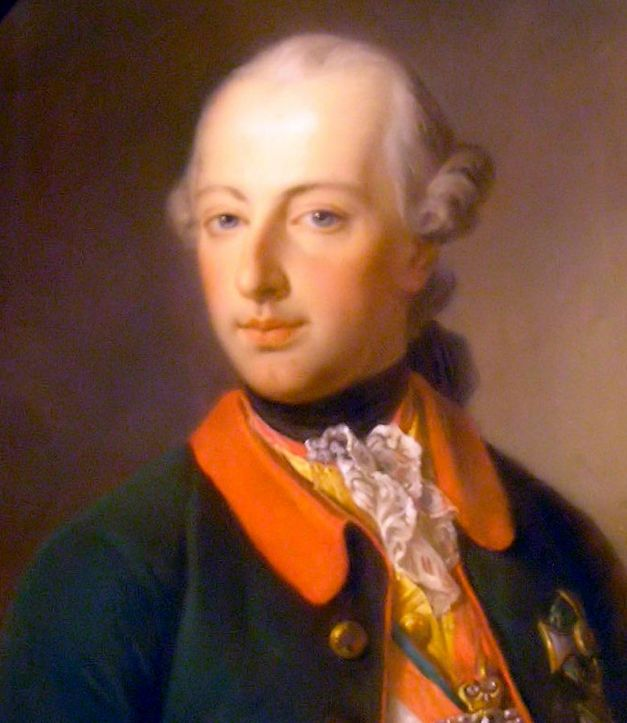
约瑟夫二世
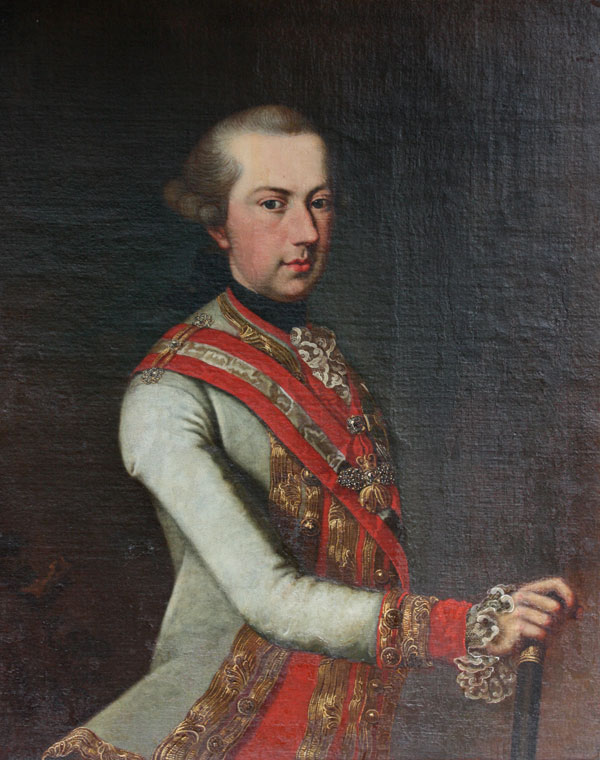
利奥波德二世

### 二元帝國
| 奥匈帝国内的王国及国家： 内莱塔尼亚：1.波希米亚，2.布科维纳，3.克恩滕，4.克雷恩，5.達爾馬提亞，6.加利西亚和洛多梅里亚，7.奥地利滨海地区，8.恩河以下奥地利，9.摩拉維亞，10.萨尔茨堡，11.上下西里西亚，12.施泰尔马克，13.蒂罗尔，14.恩河以上奥地利，15.福拉尔贝格；外莱塔尼亚：16.匈牙利，17.克羅埃西亞-斯拉沃尼亞；共管区：18.波斯尼亚和黑塞哥维纳 |

1867年的奧匈帝國妥協創造了一個真正的聯盟，匈牙利王國被授予與奧地利帝國平等的地位，從此不再將匈牙利王國視為王權。奧地利和匈牙利土地成為享有平等地位的獨立實體。根據這種安排，匈牙利人將他們的統治者稱為國王，而不是皇帝。這種情況一直持續到哈布斯堡王朝在第一次世界大戰戰敗後於1918年被奧地利和匈牙利廢黜。
1918年11月11日，隨著哈布斯堡王朝的最後一位統治者奧地利的卡爾一世（同時在位的匈牙利查理四世）的帝國崩潰，他發佈公告，承認奧地利決定國家未來的權利，並放棄在國家中的任何角色。事務。兩天后，他為匈牙利單獨發布了一份公告。儘管他沒有正式退位，但這被認為是哈布斯堡王朝的終結。

1919年，新的奧地利共和政府隨後通過了一項法律，將哈布斯堡王朝驅逐出奧地利領土，直到他們放棄所有重新奪回王位的意圖並接受普通公民的身份。查理多次試圖奪回匈牙利王位。哈布斯堡王朝並沒有正式放棄对王位的宣称，直到查理一世的長子奧托·馮·哈布斯堡於1961年5月31日放棄對王位的所有要求之前，人們對其重新掌權充滿了希望。

哈布斯堡家族領袖兼奧地利皇帝（1804-1918）
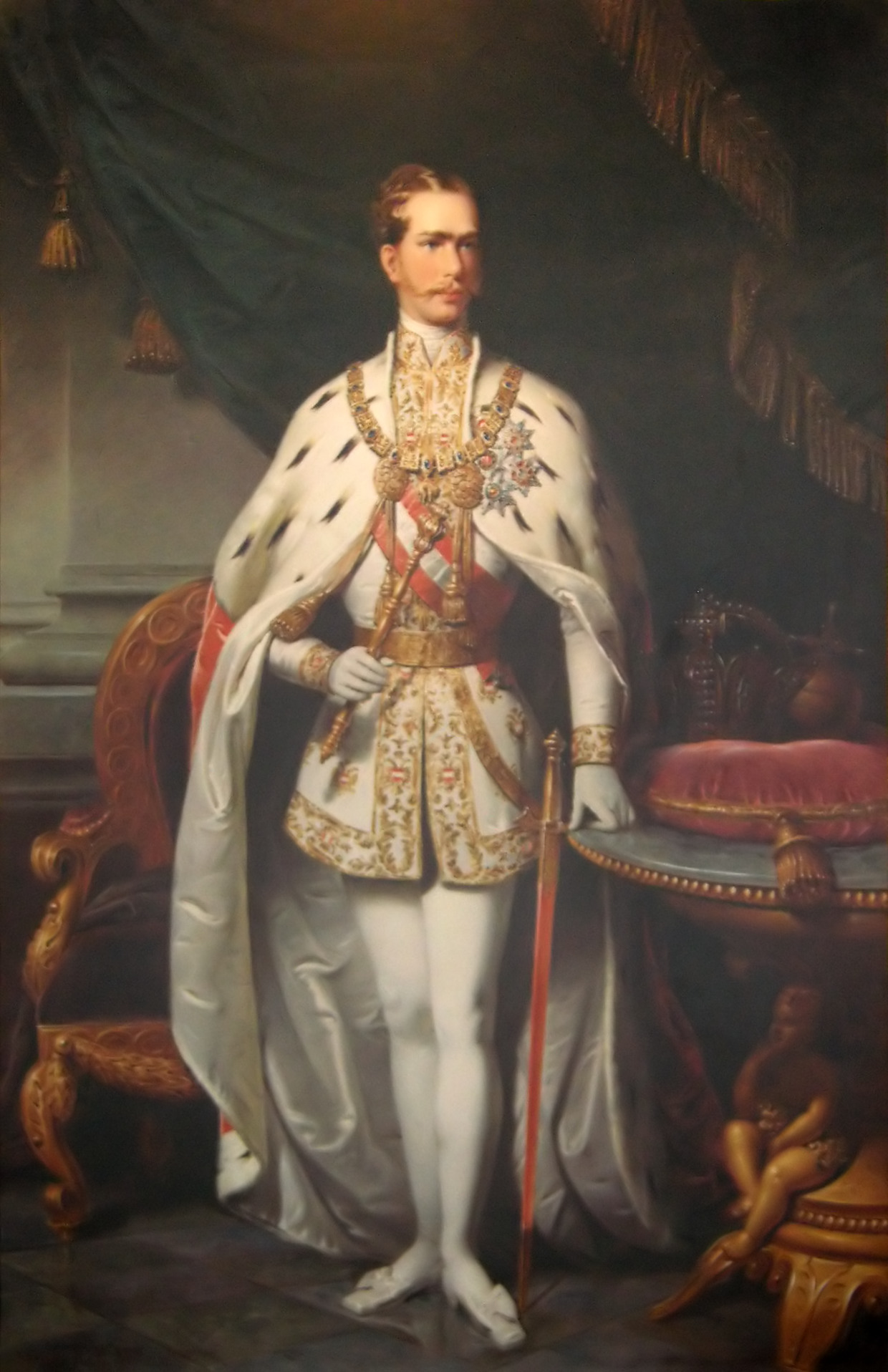
弗朗茨一世
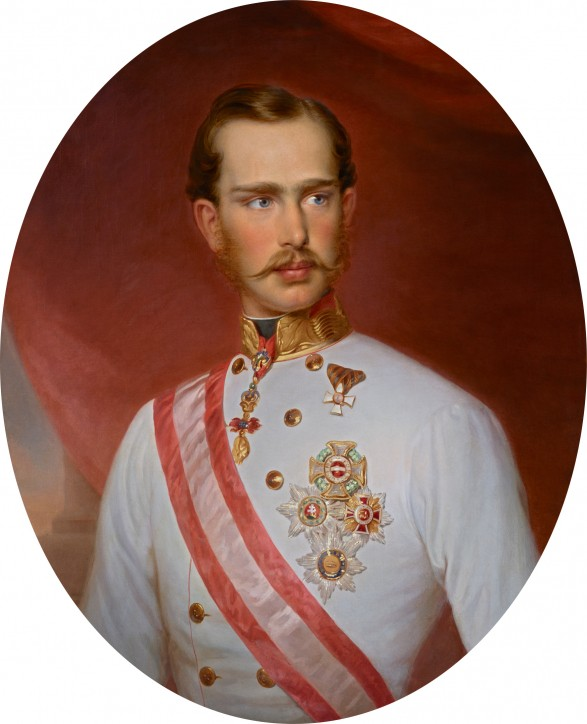
斐迪南一世
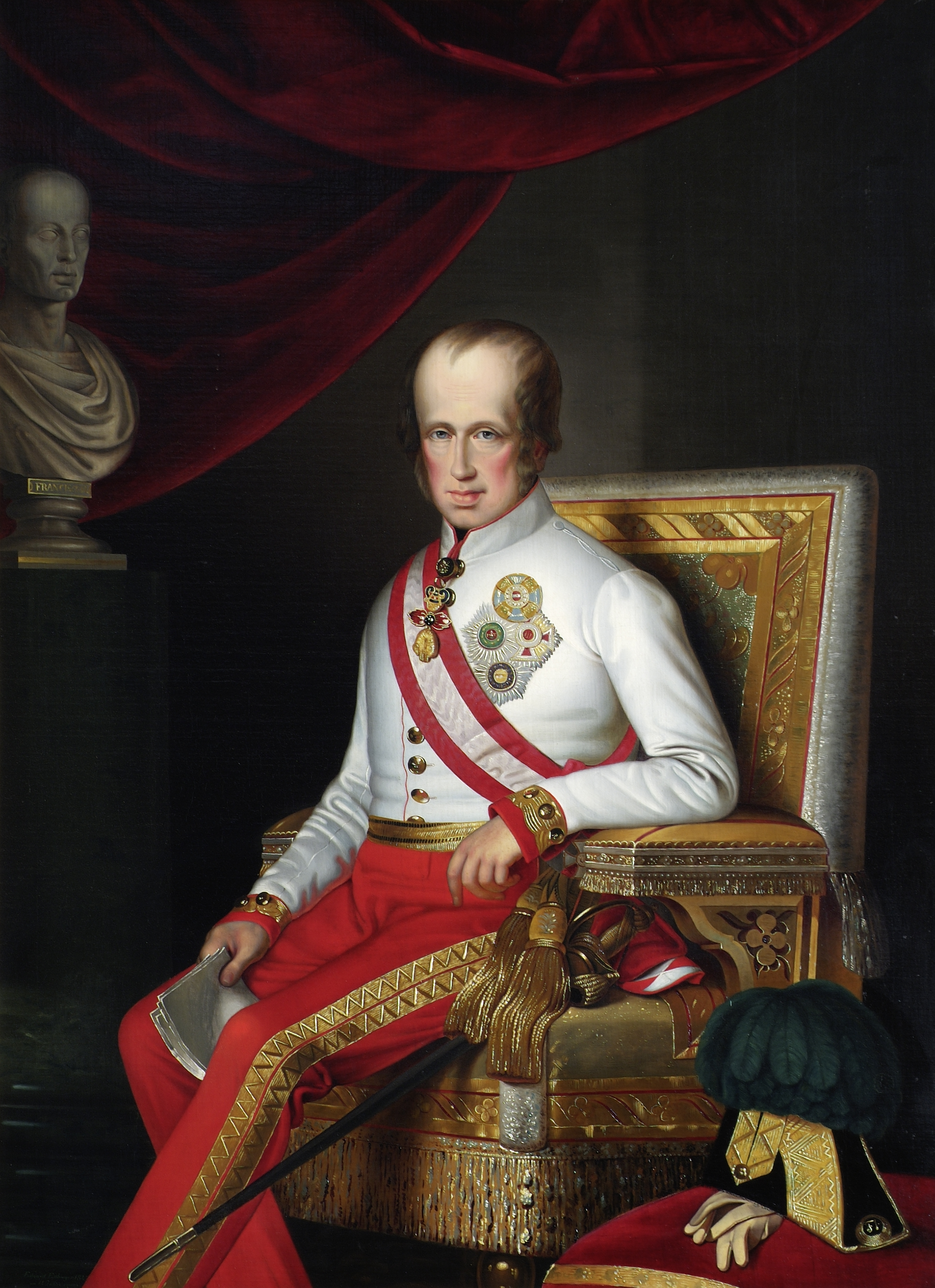
弗朗茨·约瑟夫一世
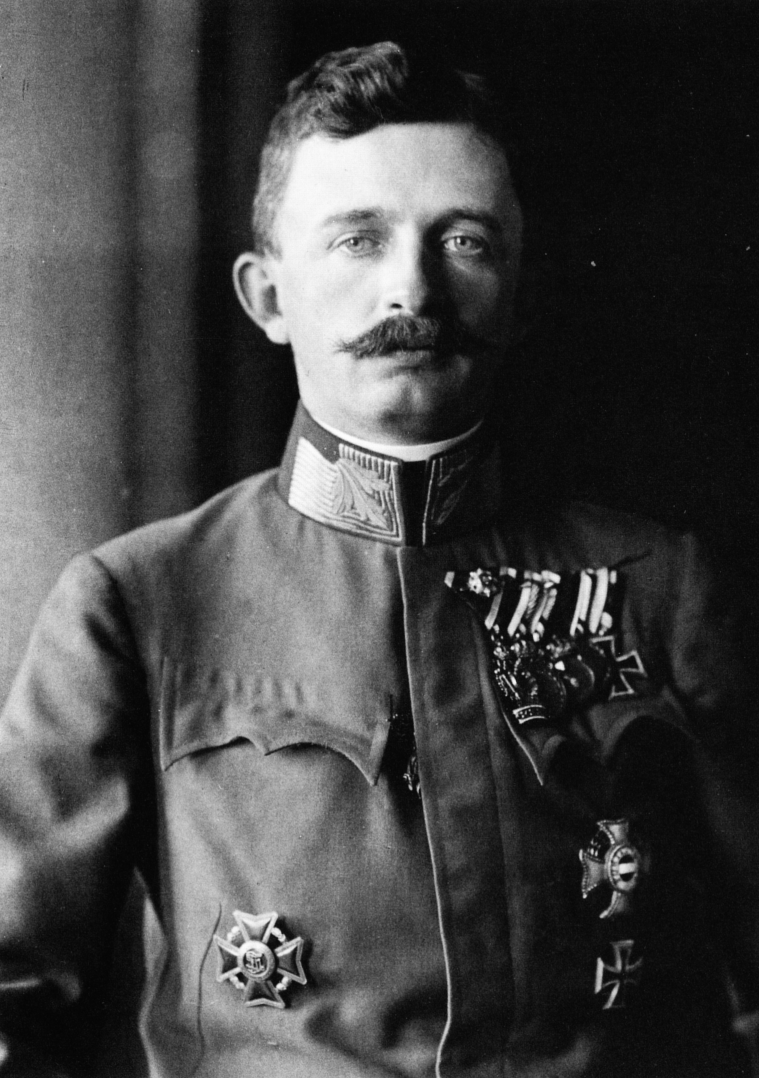
卡尔一世

### 退位之后
|                    | 我絕對拒絕奧地利的納粹主義⋯⋯這場非奧地利的運動向每個人承諾了一切，但實際上意圖對奧地利人民進行最殘酷的征服。 |
| ——奧托·馮·哈布斯堡 | |

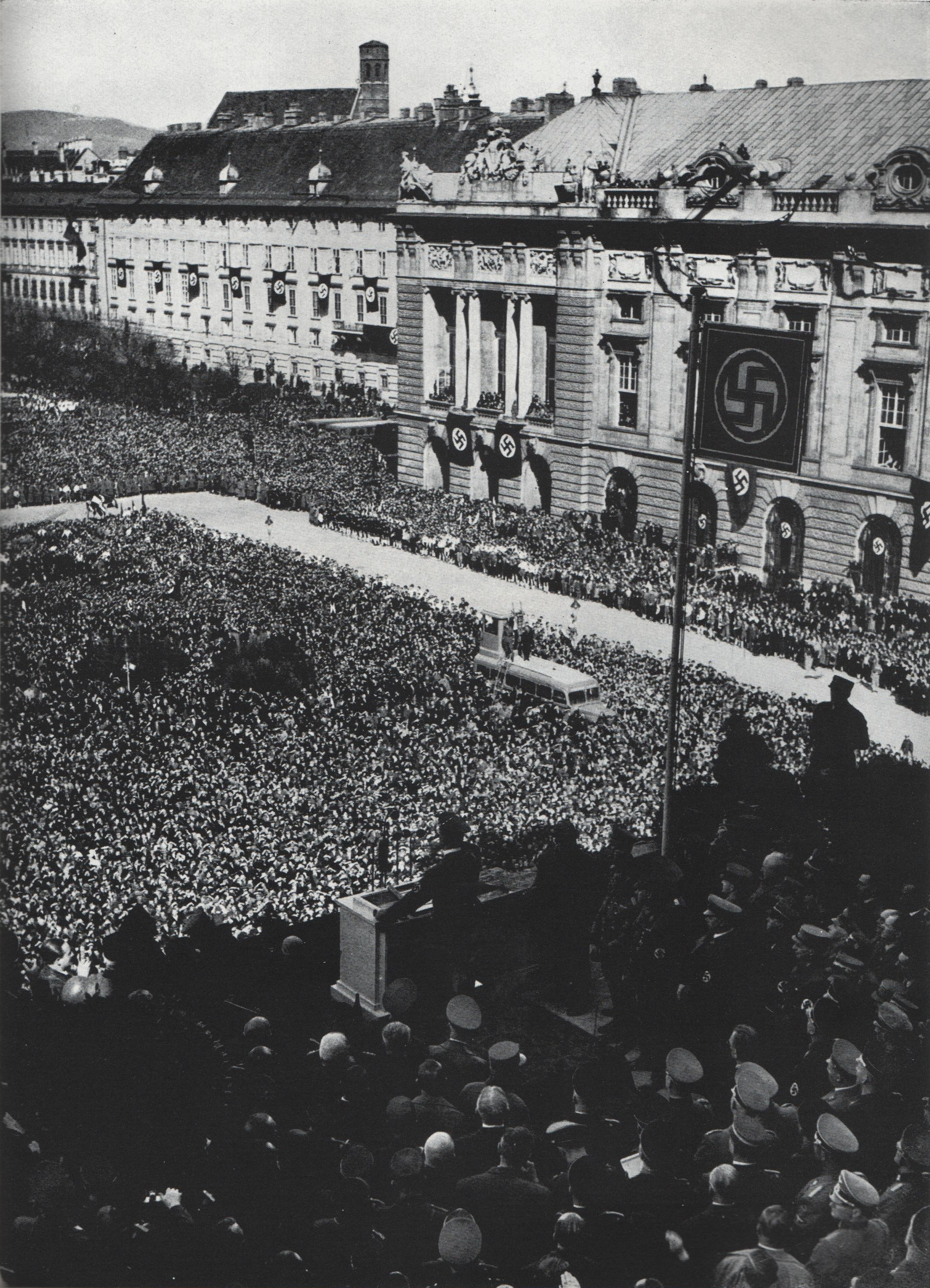
1938年，奧地利民众齐聚在維也納英雄廣場聆聽德国元首希特勒宣告德奧合併

哈布斯堡王朝的西班牙分支的於1700年絕嗣，而奧地利分支則於1740年絕後，隨即被分支哈布斯堡-洛林皇朝取代，直至1918年一次大戰後，帝國解散，被奧地利共和國取代。
1918年11月11日，卡爾一世放棄了德屬奧地利的“任何國家事務份額”，11月13日，他還放棄了匈牙利國王查理四世的角色。由於卡爾沒有正式退位，與德意志帝國不同，任何提及當時6歲王儲奧託的內容都可以省略。1918年10月31日，匈牙利透過結束皇家聯盟而解散了二元君主制的其他部分，獨立於統治家族，與查理沒有聯繫。1919年3月，他與家人搬到瑞士，以避免在奧地利被拘留。
1919年4月3日德屬奧地利的哈布斯堡法案將卡爾以及哈布斯堡-洛林家族的所有其他成員永久驅逐出境，只要他們沒有正式放棄“哈布斯堡-洛林家族”的會員資格（即自稱是「共和國的忠誠公民」。此外哈布斯堡家族的資金被沒收（但不是「明顯的個人私人資產」）。眾議院議員部分選擇了共和奧地利，部分則選擇了新共和國以外的生活。直到2010年聯邦總統選舉為止，根據1920年聯邦憲法第60條第3款第2句，最近的版本是2007年7月1日，哈布斯堡家族或以前的家族的成員沒有資格當選聯邦總統。直到2011年6月16日，哈布斯堡王朝段落才被奧地利國民議會作為2011年選舉法修正案的一部分廢除，新版本（第60B-VG條）於2011年10月1日生效。
1921年，匈牙利國王查理四世（即卡爾一世）兩次試圖從瑞士復闢失敗後，匈牙利議會於1921年11月6日決定廢黜哈布斯堡-洛林王朝。匈牙利在帝國行政長官米克洛斯·霍爾蒂的領導下仍然是一個沒有國王的王國。第二次復闢嘗試後，卡爾被盟軍從匈牙利流放到马德拉，並於1922年因重病去世。他的遺孀齊塔直到1982年才被允許返回奧地利。
在兩次世界大戰期間，哈布斯堡家族是納粹主義和共產主義的強烈反對者。在德國，阿道夫·希特勒完全反對哈布斯堡家族長達數百年的原則，即在很大程度上允許其統治下的當地社區維持傳統的民族、宗教和語言習俗，他對哈布斯堡家族充滿了仇恨。第二次世界大戰期間，中歐爆發了強大的哈布斯堡王朝抵抗運動，遭到納粹和蓋世太保的徹底迫害。這些團體的非官方領導人是奧托·馮·哈布斯堡，他在法國和美國進行反對納粹和爭取自由中歐的活動。大多數抵抗戰士，例如成功向盟軍傳遞了V-2火箭、虎式坦克和飛機的生產場地和計劃的海因里希·邁爾，都被處決。哈布斯堡家族在鐵幕的倒塌和共產主義東方集團的崩潰中發揮了重要作用。
今日，哈布斯堡王室的後裔分別定居於奧地利、列支敦士登和德國，現時他們的族长是卡尔·冯·哈布斯堡。卡尔的祖父是奧地利末代皇儲、曾任歐洲議會議員的奧托·馮·哈布斯堡。

## 家族墓地

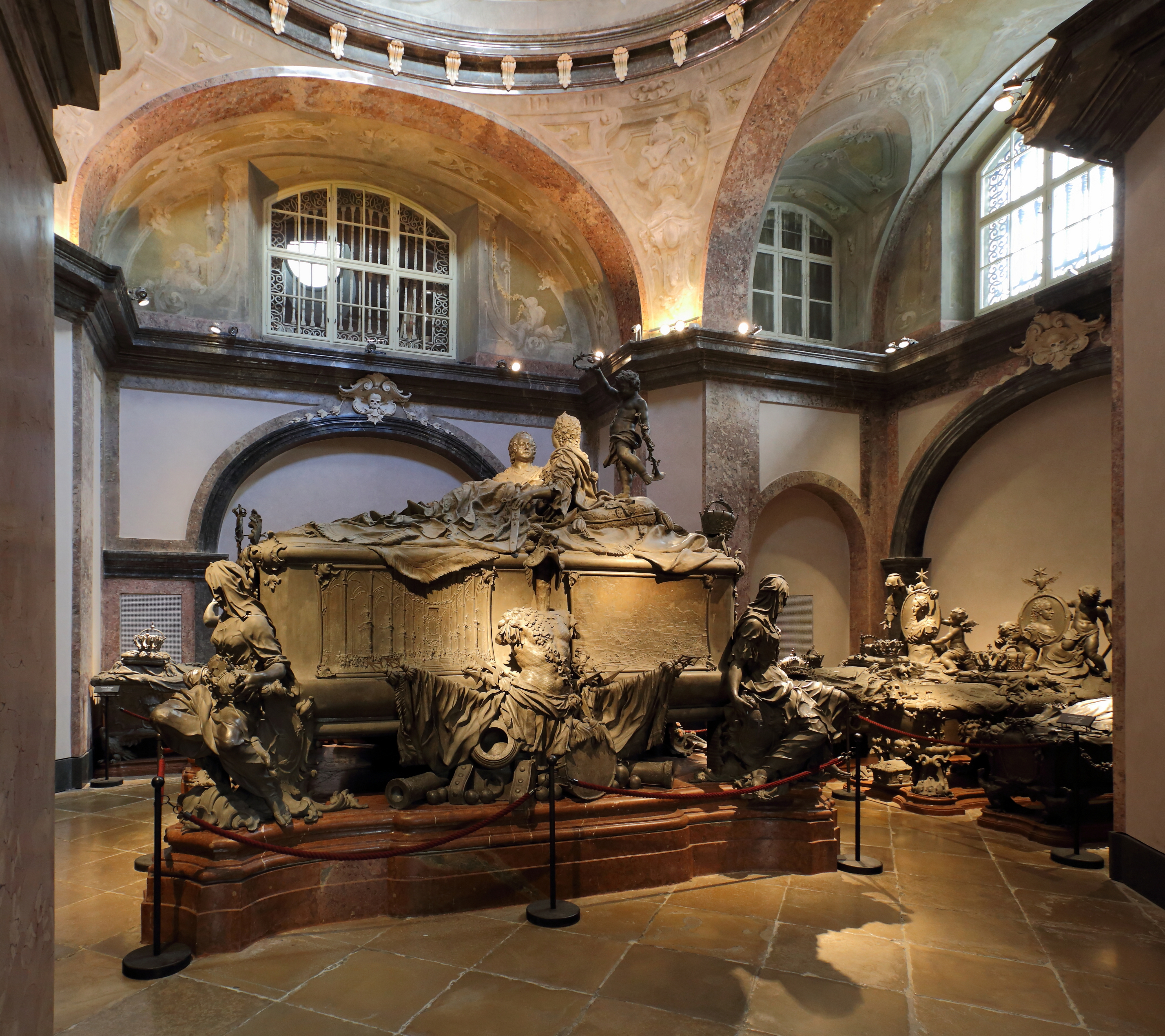
玛丽亚·特蕾莎的棺椁

- 玛丽亚·特蕾莎的棺椁皇家墓穴（德語：Kaisergruft）也稱為嘉布遣會墓穴（Kapuzinergruft），位於奥地利维也纳嘉布遣會修士會樸素的教堂和修道院下方。它涵蓋了三十年戰爭和大革命战争興起等關鍵事件，提供了對統一歐洲概念的深入了解。墓室由當時的傑出藝術家設計，墓室展示了權威的象徵，反映了歐洲的雄心壯志哈布斯堡王朝的。在這樣的歷史背景下，墓穴內的文物巧妙地承認了死亡和信仰，強調了個人對神的信任和對造物主的謙卑敬畏。地穴有其深遠的意義。如今墓穴成為150名哈布斯堡王朝人物的最後安息之地，深刻地提醒人們權力的短暫性和人類存在的持久複雜性。
- 埃斯科里亞爾修道院皇家墓穴（西班牙語：Cripta Real del Monasterio de El Escorial，也被稱為國王萬神殿（西班牙語：Panteón de Reyes），位于西班牙圣洛伦索-德埃尔埃斯科里亚尔的埃斯科里亚尔修道院内，埋葬有自查理五世至今的西班牙哈布斯堡王室以及波旁王室的西班牙君主共26位。
- 公爵墓穴（德語：Herzogsgruft）位于奥地利维也纳聖斯蒂芬大教堂內，由公爵魯道夫四世於1363年建立，一直到1576年一直是哈布斯堡家族的主要墓地。葬於此的著名成員包括魯道夫四世、阿爾貝三世、阿爾貝四世、利奧波德四世。腓特烈三世最初安葬於此，後來被轉移到大教堂南部唱詩班的高墓。從1564年到1878年，墓穴裡的甕裡存放著已故哈布斯堡王朝成员的腸子。瑪麗亞·特蕾莎於1754/1755年擴建並翻新了墓穴，將祖先的遺骸搬入新棺材中。如今公爵墓穴已成為維也納哈布斯堡王朝遺產的深刻象徵。
- 王侯墓穴（德語：Pfalzsgruft），在匈牙利語中也稱為Nádori kripta，位於匈牙利布達佩斯的布達城堡內，是哈布斯堡王朝匈牙利分支的墓地。墓穴由擁有匈牙利王权伯爵頭銜的約瑟夫大公建造，安放著26具遺骸。值得注意的是，它是布達城堡為數不多的幾個經受住了第二次世界大戰的破壞，並在隨後的重建工作中得以保留的內部區域之一。

### 引用
1. ↑  Kiva, Cross, and Crown: The Pescos Indians and New Mexico, p. 251.
2. ↑  Letters of Don Diego de Vargas to His Family from New Spain and New Mexico, p. 56.
3. 1 2  "Britannica 1911". 1911encyclopedia.org. Retrieved 24 March 2012.

## 外部連結
- 歷代中歐跨國王朝簡介
- 哈布斯堡家族世系图(止於瑪麗亞·特里薩，德文)（页面存档备份，存于）
- 稱霸歐洲：哈布斯堡家族的崛起

| 前朝： （大空位時期） 拿骚王朝 卢森堡王朝 | 神聖羅馬帝國王朝 1273-1291 1298-1308 1438-1558           | 後朝： 奧地利哈布斯堡王朝 |
| 巴本堡王朝                                | 奧地利王朝 1278-1520                                     | 奧地利哈布斯堡王朝        |
| 卢森堡王朝 亚盖隆王朝                     | 匈牙利王朝 1437-1439 1444-1457                           | 亚盖隆王朝                |
| 卢森堡王朝                                | 波希米亞王朝 1437-1439                                   | 亚盖隆王朝                |
| 特拉斯塔馬拉王朝                          | 西班牙王朝 1516-1556 1516-1555与特拉斯塔馬拉王朝名义共治 | 西班牙哈布斯堡王朝        |